# Operación Market-Garden
La operación Market-Garden fue una operación militar de las fuerzas aliadas durante la Segunda Guerra Mundial llevada a cabo del 17 al 25 de septiembre de 1944 y que involucró a unos 100 000 soldados. Fue la mayor operación aerotransportada aliada, cuyo objetivo táctico era capturar una serie de puentes sobre los principales ríos de los Países Bajos bajo ocupación alemana. La operación fue también el mayor fracaso militar de los Aliados en la última fase de la contienda contra Alemania.
El plan de Market-Garden era la combinación de dos operaciones interdependientes: Market pretendía la toma de los puentes mediante fuerzas aerotransportadas, objetivo que debía asegurarse en pocos días mediante el avance simultáneo de unidades blindadas terrestres, la operación Garden. Una vez ocupados estos puentes, se crearía un corredor a través del cual las fuerzas aliadas podrían cruzar el río Rin, la última barrera natural antes de entrar en Alemania. El alcance de la operación Market-Garden la hace comparable con el desembarco de Normandía: estaba planeada para dar el golpe definitivo a Alemania que pusiera fin a la guerra en 1944.
Los aliados consiguieron tomar exitosamente los primeros puentes, pero el resultado global de la operación fue un rotundo fracaso, al no poder ocupar el puente final en Arnhem. La contraofensiva alemana destruyó la 1.ª División Aerotransportada británica, además de causar más bajas a los aliados que las que tuvieron durante la invasión de Normandía. La derrota aliada es considerada la última de las grandes victorias tácticas del Tercer Reich en el frente occidental en particular, y de la guerra en Europa en general, que finalizó siete meses después.

## Antecedentes
A finales de la Segunda Guerra Mundial, los Aliados occidentales llevaron a cabo la operación Overlord, que comenzó la invasión aliada por el norte de Europa. Overlord pretendía cerrar el cerco a Alemania por el frente occidental, mientras el ejército soviético avanzaba hacia Alemania desde el frente oriental. Esta operación militar comenzó el 6 de junio de 1944 con el desembarco de Normandía, y continuó hasta la liberación de París el 25 de agosto de ese año. El éxito de Overlord permitió a los Aliados establecer una cabeza de playa en el norte de Francia, donde podrían recibir suministros desde ultramar, y desde allí avanzar sobre Alemania y poner fin a la guerra.

### Estado de las fuerzas alemanas
El Ejército alemán sufrió cuantiosas pérdidas durante el desembarco de Normandía y las batallas que lo siguieron. En dos meses, las tropas alemanas en Francia tuvieron más de 20 000 muertos, casi 200 000 desaparecidos o prisioneros y casi 70 000 heridos, viendo sus fuerzas de infantería reducidas a menos de la mitad. Las fuerzas supervivientes se retiraron perdiendo enormes cantidades de armamento y material a través de los Países Bajos y el este francés, y consiguieron alcanzar la frontera alemana a finales de agosto de 1944. A lo largo de 630 km de esta frontera se encontraba trazada una línea defensiva llamada Muro del Oeste (apodada Línea Sigfrido por los Aliados). Las tropas alemanas suponían que estarían a salvo una vez consiguieran atravesar la Línea Sigfrido.
Durante la retirada, los alemanes trataban de reorganizarse sobre la marcha, teniendo en cuenta que el enemigo los perseguía de cerca. Atravesar Francia no era fácil, pues los partisanos franceses hacían lo posible por dificultar la retirada alemana, con estrategias que iban desde tender un cable en la carretera para derribar soldados, o llenar la vía con clavos, hasta emboscadas organizadas donde los soldados alemanes eran capturados o abatidos. Adicionalmente, las tropas alemanas tenían dificultades para conseguir alimentos en Francia. La retirada a través de los Países Bajos fue menos difícil: la población era allí menos hostil y las tropas retrocedían más rápidamente.

### Estado de las fuerzas aliadas
En Francia, el ejército aliado se aproximaba a Alemania en dos frentes: uno que había partido desde Normandía, formado a la derecha por el XII Grupo de Ejércitos estadounidense, bajo el mando del general Omar Bradley, que se acercaba a la frontera alemana hacia Aquisgrán y a su izquierda el XXI Grupo de Ejércitos británico, a las órdenes del mariscal de campo Montgomery, que avanzaba en una línea que iba desde Amberes hasta la frontera norte de Bélgica. Y otro frente por el sur, formado por el VI Grupo de Ejércitos estadounidense, comandado por el general Jacob Devers, que avanzaba desde la costa sur mediterránea francesa.

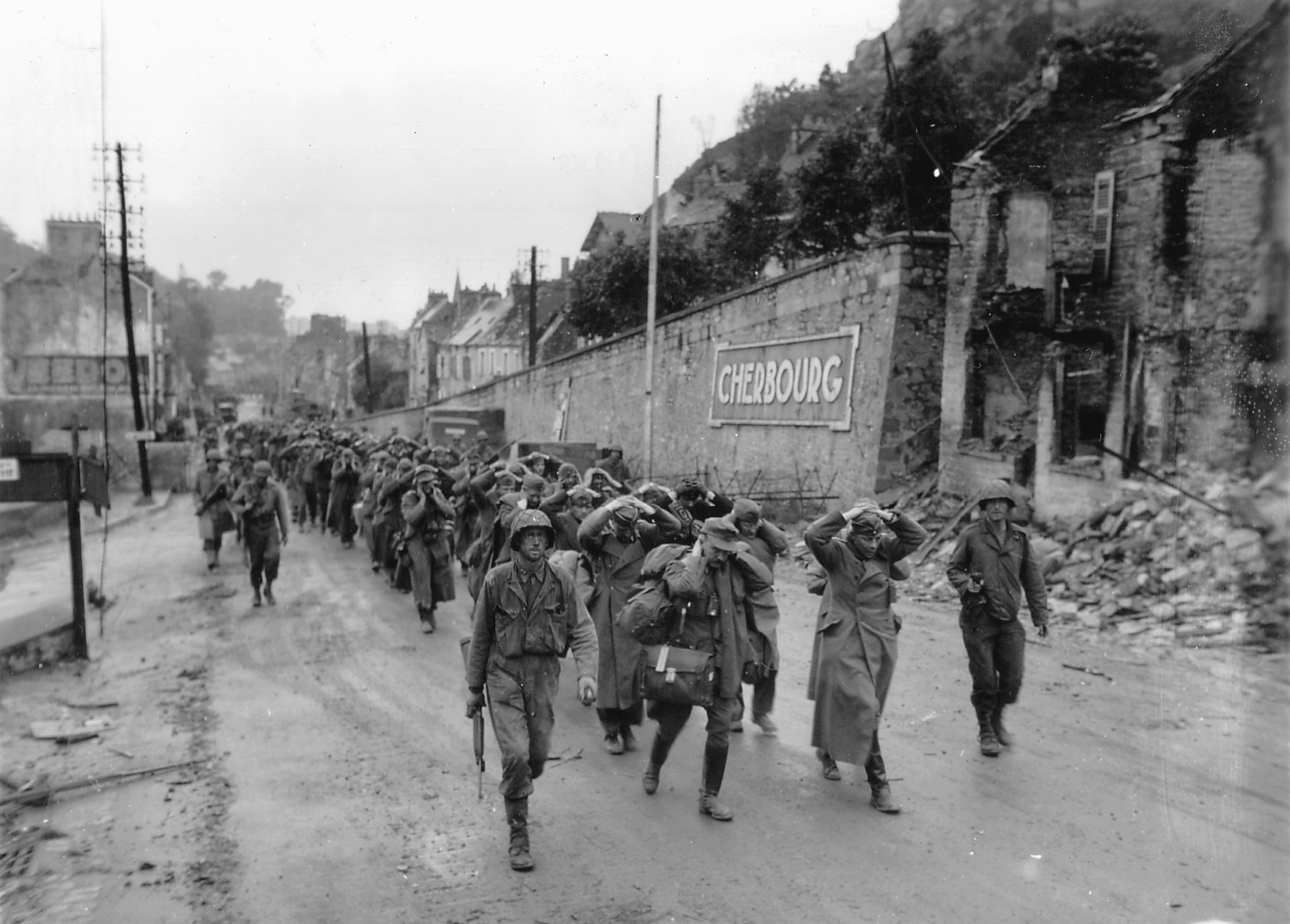
Prisioneros de guerra alemanes en Cherburgo.

Aunque los alemanes pensaban que el enemigo acortaba distancias en la persecución por el norte, en realidad la situación era otra por cuestiones de organización en el ejército aliado, ya que los acontecimientos no habían transcurrido como se tenía previsto. El general Dwight D. Eisenhower, comandante supremo aliado en Europa en el frente occidental, esperaba que los alemanes se defendiesen en cada accidente natural que encontraran en su retirada a través de Francia. El cálculo de los Aliados era que tardarían once meses, contados a partir del Día D, en alcanzar la frontera alemana. Sin embargo, su previsión se desmoronó cuando se vieron adelantados siete meses en sus planes, ya que el 4 de septiembre de 1944 estaban ya en Amberes. Este avance inesperado acarreó problemas de suministro, puesto que no habían planeado un suministro de víveres, municiones y gasolina para un avance tan veloz. Los tanques y transportes necesitaban 3,5 millones de litros diarios de gasolina, los cuales no llegaban a su destino con rapidez.
El suministro de provisiones solamente se podía hacer desde los puertos artificiales construidos en las playas de la invasión en Normandía y desde el cercano puerto de Cherburgo. Las fuerzas alemanas controlaban los otros puertos que habrían podido facilitar el suministro, así como el estuario del río Escalda que daba acceso a Amberes. A pesar de que los suministros llegaban a tiempo a los puertos, era necesario transportarlos por tierra hasta donde estaban las tropas, cada vez más lejanas. Se llegó al extremo de tener 70 000 toneladas de provisiones en Cherburgo esperando un transporte terrestre que las llevara al frente. El transporte ferroviario era prácticamente nulo, pues el sistema ferroviario francés había sido destruido durante los bombardeos previos al desembarco. Además, los Aliados tenían más de mil camiones de carga averiados, y fue necesario fletar los transportes de tropas para sustituirlos. Algunas piezas de artillería pesada tuvieron que abandonarse al oeste del río Sena a fin de liberar sus transportes. Se llegó al extremo de improvisar un sistema de transporte de emergencia por carretera durante meses, el llamado Red Ball Express.
Para proseguir su avance hacia Alemania como habían planeado, los Aliados tuvieron entonces que elegir entre buscar una solución a sus problemas de logística, despejando el acceso por canales hacia Amberes, o disponer de una estrategia para destruir al ejército alemán, que ellos suponían que se encontraba maltrecho y desmoralizado, abriendo así un corredor de acceso al Reich para las tropas aliadas. Entusiasmados por las recientes victorias, muchos comandantes aliados se pronunciaron por perseguir al ejército alemán en retirada, alegando que ellos podrían finalizar la guerra si se les daban las provisiones adecuadas. Cada cual a su manera, tanto Bradley como George Patton y Montgomery favorecían la idea de dar un golpe único y decisivo que cruzara el Rin y aplastara al Ejército alemán. Sin embargo Eisenhower prefería un avance lento pero más amplio, siguiendo los planes trazados antes del desembarco de Normandía.

### Alternativas al plan de avance aliado

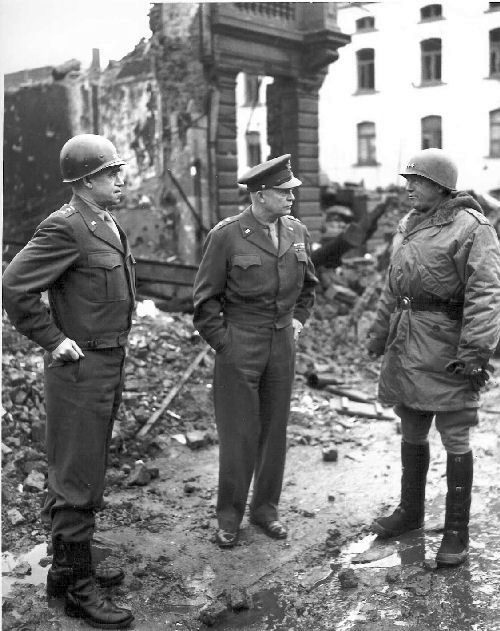
Bradley, Eisenhower y Patton.

Bradley y Patton sugirieron que se tomara la ciudad de Metz y se penetrara hacia el este en la zona industrial del Sarre, atravesando la Línea Sigfrido y continuando hacia el Rin, y propusieron que Montgomery atacara desde el norte, ocupando el valle del Ruhr. Así se lo comunicaron a Eisenhower el 4 de septiembre de 1944.
Montgomery arguyó que dicho plan separaría a las fuerzas aliadas sin necesidad y que los problemas de suministro serían aún más graves si se tuviera que atender dos frentes simultáneamente. En su lugar, el general británico propuso la operación Cometa, consistente en un asalto llevado a cabo por fuerzas aerotransportadas, reforzadas por tropas terrestres. Varias veces en agosto, Montgomery había sugerido ya una operación parecida, de modo que esta era una nueva tentativa para convencer a Eisenhower. El comandante supremo prefería dedicar sus fuerzas a asegurar que todos los puertos del canal de la Mancha fueran capturados y los canales hacia Amberes se despejaran de enemigos.

### Dudas de Eisenhower y concepción de Market-Garden
Montgomery estaba convencido de que la operación Cometa sería fatal para Alemania y de que sería lo único que los Aliados necesitarían para derrocar al Reich. La primera reacción del general Eisenhower fue pensar que el plan de Montgomery «no es realista y sí fantasioso. No hay una sola alma que piense que es factible, excepto Montgomery». La disputa entre el comandante supremo de los Aliados y el general más destacado del Reino Unido se hacía evidente.
Sin embargo, el 5 de septiembre, Eisenhower tomó la decisión de aceptar el plan de Montgomery, pero dio instrucciones para no ejecutarlo inmediatamente:

Estoy de acuerdo con su concepción de un golpe único y poderoso que nos lleve a Berlín,... pero no inmediatamente, ya que no debe hacerse a expensas de las demás maniobras planeadas. Por el momento, no podemos relocalizar nuestros recursos militares para respaldar una maniobra sobre Berlín
Dwight Eisenhower, 5 de septiembre de 1944

Esa misma tarde, Eisenhower envió el mensaje, el cual llegó a manos de Montgomery 36 horas después. Este, sintiendo que la operación Cometa había sido rechazada una vez más, solicitó una reunión urgente con el comandante estadounidense, que tuvo lugar en Bruselas el 10 de septiembre.
En la reunión, Montgomery abogó furioso y porfiadamente por su plan. A su favor estaba el hecho de que Londres había sido blanco de un bombardeo con cohetes V2 dos días antes, y se suponía que las bases de los V2 estaban en los Países Bajos, por lo que, según Montgomery, invadir los Países Bajos era apremiante. Además, adujo que sus tropas no estaban recibiendo la prioridad adecuada en la distribución de suministros y que se estaba dando preferencia a Patton con su plan de atacar el Sarre, a expensas de las tropas británicas.

## Plan de la operación
Ante la nueva negativa del Comandante Supremo, Montgomery descartó la operación Cometa y ofreció un plan aún más ambicioso, que ocuparía al triple de soldados. Dicho plan era la operación Market-Garden.
El plan consistía en un ataque por Arnhem, que rodearía la Línea Sigfrido por el norte y atravesaría el Rin, atrapando de este modo al XV Ejército alemán entre Arnhem y la costa de Ijsselmeer. Posteriormente, las tropas aliadas podrían irrumpir en el valle del Ruhr y avanzar a continuación hacia Berlín.
Eisenhower estaba bajo la presión de los Estados Unidos para utilizar las numerosas tropas aerotransportadas que habían sido reagrupadas en Inglaterra después del Día D y la batalla de Caen. Estas tropas formaban el I Ejército Aerotransportado aliado, compuesto por tres divisiones aerotransportadas estadounidenses y dos británicas.
Este ejército ocioso, junto con la 1.ª Brigada Independiente de Paracaidistas polaca, esperaba participar en alguna operación militar, después de 18 misiones canceladas. El renovado plan de Montgomery prometía dar salida a este dilema, al requerir a la mayoría de los paracaidistas. Además, el plan tenía otras ventajas: aislaría las rampas de lanzamiento de los cohetes V-2, revitalizaría el lento avance aliado y, al rodear la Línea Sigfrido, evitaría un enfrentamiento directo con las tropas alemanas que se suponía se dirigirían a asegurar dicha línea.
Eisenhower quedó impresionado con el nuevo plan y solicitó que se ejecutara de inmediato. La operación propuesta por Montgomery tomó la forma de una combinación de dos operaciones militares: Market y Garden:
- Market se planeó para ocupar con paracaidistas una serie de puentes tras las líneas enemigas, y mantener los puentes ocupados durante tres o cuatro días hasta que llegaran refuerzos de Garden.
- Garden fue planeada con base en un avance terrestre hacia el norte para alcanzar los puentes tomados por los paracaidistas, reforzar las unidades de estos últimos y establecer un corredor bajo dominio aliado que, atravesando el territorio ocupado por el enemigo, permitiera un acceso seguro hasta Alemania.

## Desarrollo del plan
Montgomery fijó la fecha para ejecutar la operación Market-Garden: el domingo 17 de septiembre de 1944. La parte aerotransportada del plan fue concretada por un equipo de 27 oficiales, encabezado por el teniente general Lewis Brereton, reunido en su cuartel en Sunninghill Park, cerca de Londres, el 10 de septiembre de 1944. 
Brereton y su equipo tenían sólo una semana para planificar los detalles de una operación aerotransportada mayor que cualquiera otra de la historia. El equipo inició los trabajos con la confianza de que en el pasado habían planeado numerosas operaciones (incluida la operación Cometa) que, aunque menores, proveían una base sólida para comenzar. Lewis Brereton tenía una gran experiencia en operaciones aéreas, aunque no había participado antes en una operación de paracaidistas. Su asignación anterior había sido comandar el IX Ejército de las Fuerzas Aéreas del Ejército de los Estados Unidos.

### Obstáculos físicos para llegar al Rin

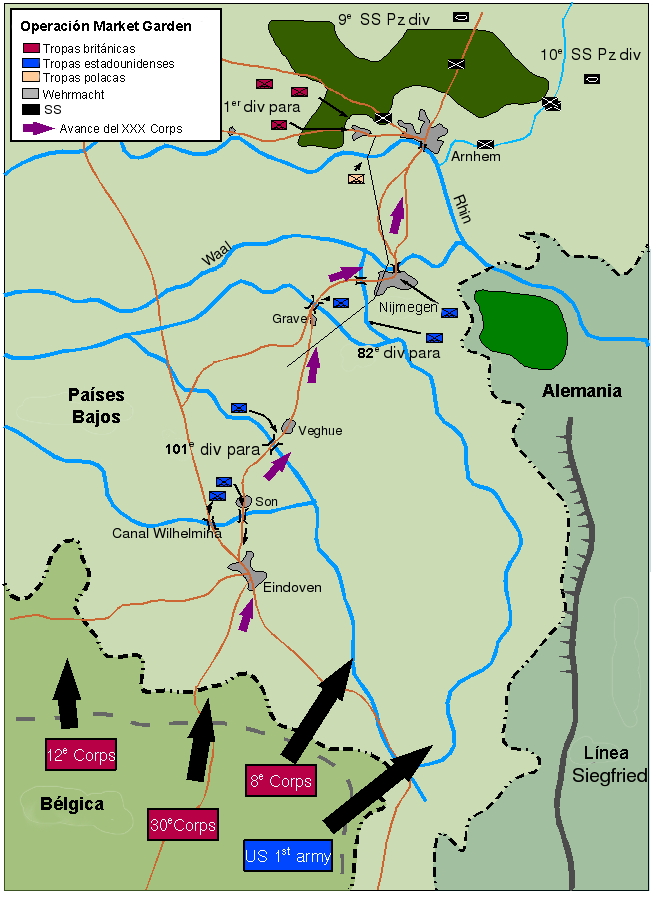
El plan aliado para la operación Market-Garden.

Entre las tropas aliadas y la orilla norte del Rin había ocho grandes obstáculos fluviales: tres grandes ríos, el Mosa, el Waal y el bajo Rin; dos más pequeños, el Dommel y el Aa; además de tres canales, el Wilhelmina, el Willems y el Rin-Mosa. De este modo, era necesario tomar y retener los puentes que los sorteaban, prácticamente de manera simultánea. En caso de que los puentes no pudieran ser asegurados, los ingenieros militares podrían construir pequeños puentes para pasar los canales más pequeños; pero los ríos Waal (en Nimega) y Rin (en Arnhem) no podían ser cruzados de otro modo más que sobre los puentes existentes.
La carretera 69, después llamada «La carretera del infierno» (Hell's Highway) atravesaba la ruta propuesta de sur a norte. Estaba elevada sobre el terreno, en aproximadamente un metro, de manera constante. El terreno que rodeaba la carretera era demasiado débil para soportar el transporte de maquinaria militar. Una solitaria colina de 100 m de elevación, cerca de Groesbeek, se encontraba en la ruta. La captura y defensa de esta colina era considerada vital para retener los puentes de la autopista.

### Market
Según se había previsto, Market haría uso de tres de las cinco divisiones del Primer Ejército Aerotransportado Aliado.
- La 101.ª División Aerotransportada de los Estados Unidos, bajo el mando del mayor general Maxwell D. Taylor, descendería en dos lugares diferentes, justo al norte del XXX Cuerpo de Ejército británico, para tomar los puentes que estaban al norte de Eindhoven en un trecho de 25 km, en Son en Breugel y Veghel.
- La 82.ª División Aerotransportada de los Estados Unidos, al mando del mayor general James M. Gavin, descendería al noroeste, para tomar los puentes en Grave y Nimega, en un trecho de 16 km. El británico Frederick Browning participaría en el primer salto, para establecer su cuartel cerca de Nimega y poder comandar desde el frente.
- La 1.ª División Aerotransportada británica, a las órdenes del mayor general Roy Urquhart, y la 1.ª Brigada Independiente de Paracaidistas polacos, comandada por el mayor general Stanislaw Sosabowski, caerían en el extremo norte de la ruta, para tomar el puente de Arnhem y el puente ferroviario en Oosterbeek. El puente de Arnhem, de 600 m de longitud, era el objetivo más importante de toda la operación Market-Garden. Sin su conquista, el cruce del Rin no quedaría asegurado para los Aliados y toda la operación habría sido en vano. El desafío adicional para Urquhart y Sosabowski era que sus soldados tendrían que pasar tres o cuatro días antes de que llegaran los refuerzos de Garden.

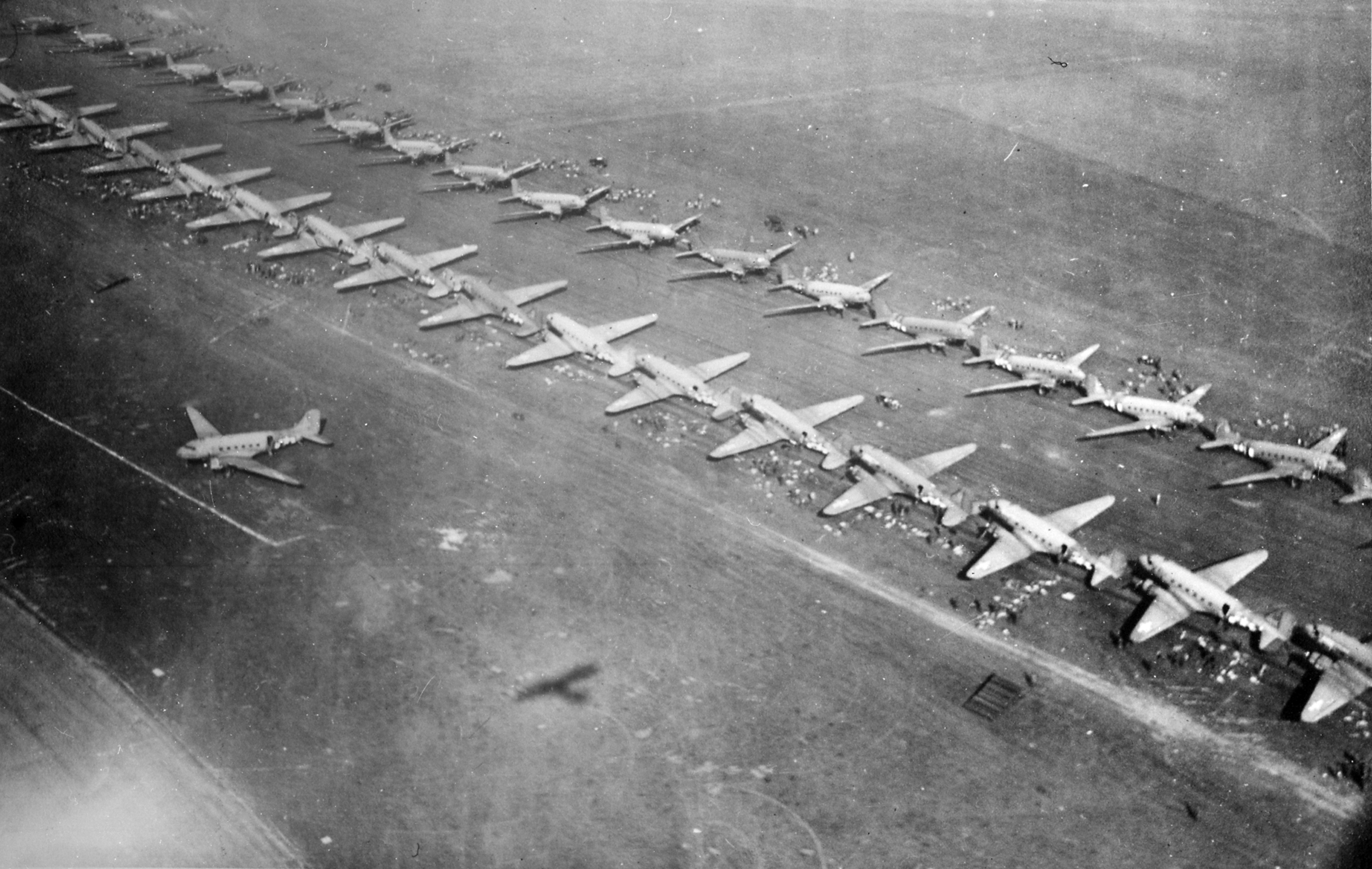
Filas de C-47 siendo cargados con equipo, provisiones y tropas antes de despegar hacia los Países Bajos.

Una vez en tierra, cada una de las tres divisiones debería contactar con la resistencia neerlandesa para proveerlos con armas y suministros e integrarlos en su ofensiva.
Para transportar a través de 500 km a casi 35 000 paracaidistas, prácticamente el doble de los que intervinieron en la invasión de Normandía, era necesario planificar una complicada logística aérea que involucraba aeronaves de transporte, de protección y de suministro. El corazón de la flota consistía en aviones que transportaban tropas y, además, remolcaban planeadores CG-Hadrian. Los planeadores aterrizarían con su carga de artillería, jeeps y un tercio de los soldados. El resto de los soldados tendría que lanzarse en paracaídas. Se necesitarían más de 1500 cazas para proteger los transportes. Se emplearon veinticuatro aeródromos ingleses para los despegues, y las rutas aéreas entre estos y los Países Bajos tenían que ser cuidadosamente trazadas para que no hubiera cruces ni colisiones, evitando a la vez las zonas protegidas con fuego antiaéreo. Esto último era especialmente importante, ya que los planeadores no contaban con ningún tipo de blindaje, y los transportes aéreos C-47 Skytrain utilizados no estaban equipados con tanques de combustible autosellantes.
La decisión más importante que necesitaba tomarse era la hora del descenso. Anteriormente, todas las operaciones de paracaidistas de gran envergadura habían sido siempre ejecutadas de noche para maximizar el sigilo y la sorpresa en el enemigo. Sin embargo, la penumbra también había causado problemas porque era fácil que hubiera confusión, tropas perdidas y bajas innecesarias. Además, en la semana para la cual se había programado Market-Garden, había luna llena, lo cual hacía prácticamente imposible que los planeadores pudieran aterrizar sin ser detectados. Brereton tomó entonces la decisión de llevar a cabo la operación a plena luz del día. El teniente general decidió también que Market sería comandado por el teniente general Frederick Browning, quien ya había sido designado comandante de la abortada operación Cometa. La designación significaba que, por primera vez, las tropas de paracaidistas estadounidenses estarían bajo el mando de un británico.

### Garden

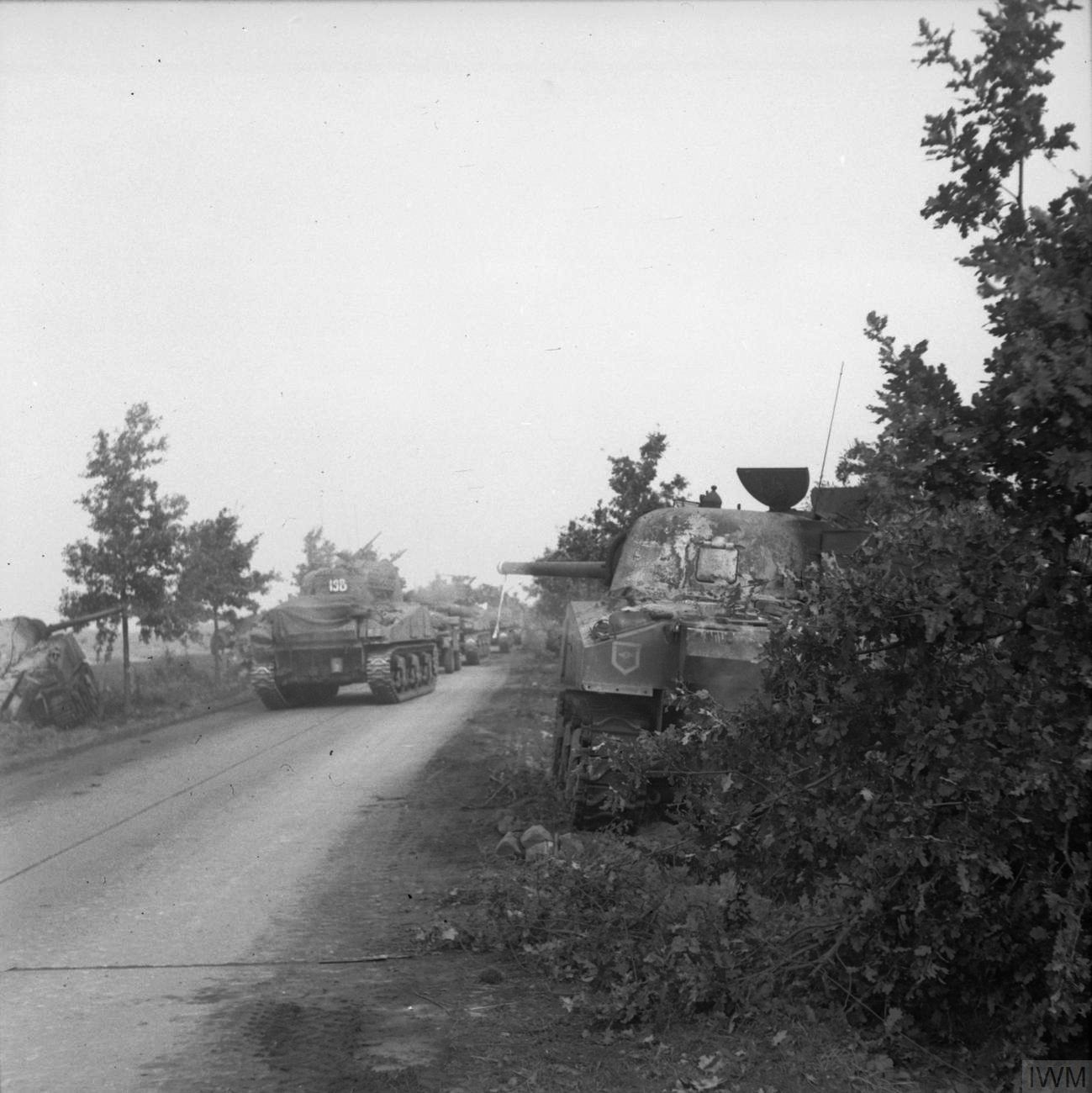
Tanques Sherman de los Guardias Irlandeses encabezando la marcha del XXX Cuerpo el 17 de septiembre de 1944.

Garden se componía principalmente de las fuerzas del XXX Cuerpo de Ejército, que eran el corazón del Segundo Ejército, al mando del teniente general Brian Horrocks. El XXX Cuerpo estaba reforzado por la brigada neerlandesa Princesa Irene y el Grupo Blindado de la Guardia Irlandesa. Las tropas de Garden debían partir por tierra desde un puente en el frente aliado cerca de Neerpelt, en la frontera oriental de Bélgica. Este puente, sobre el canal Mosa-Escalda, o Canal Alberto, debía ser ocupado por la Guardia Irlandesa un día antes del comienzo de la operación.
Garden se diseñó para que el XXX Cuerpo llegara en tres o como máximo cuatro días hasta donde estaban los paracaidistas de Market, asegurando los puentes capturados. El plan contemplaba que en el primer día alcanzara el extremo sur del trecho controlado por la 101.ª División; el segundo día llegaran hasta contactar con la 82.ª División, y al final avanzara hasta donde estaba la 1.ª División en Arnhem. Además, se aprovecharía para reforzar con unidades de infantería las posiciones defensivas de los paracaidistas, liberándolos para otras operaciones.
Horrocks esperaba que, entrando en los Países Bajos, podría llegar a Eindhoven en dos o tres horas. El posterior trayecto desde Eindhoven hasta Arnhem significaba que las tropas y los tanques de Horrocks tendrían que recorrer 103 km en tres o cuatro días por la autopista 69. Se esperaba que 20 000 vehículos aliados transitaran hasta Arnhem en sesenta horas, convirtiendo a la autopista 69 en una vía de un solo sentido.
Para que Horrocks tuviera éxito, era esencial que los paracaidistas capturaran y conservaran intactos todos los puentes que había en el trayecto. En caso de que los alemanes reaccionaran rápidamente y destruyeran los puentes, los ingenieros militares tendrían que construir puentes provisionales para permitir que el XXX Cuerpo continuara su carrera hacia Arnhem. Para esto a Garden se asignaron 9000 ingenieros militares.

## Situación en la semana previa a la batalla

### Fuerzas alemanas
Los alemanes estaban sorprendidos por el repentino cese de la persecución. Aunque no podían explicarse por qué el ejército aliado se había detenido, la semana transcurrida entre el 10 y el 17 de septiembre de 1944 fue decisiva para que los alemanes pudieran reorganizarse y proveerse nuevamente de equipos. Varios batallones y agrupaciones se reorganizaron por completo, dividiéndose e integrándose en otras unidades, de acuerdo con las posibilidades de la situación. Por ejemplo, el 9.º Batallón de Ingenieros de las Waffen-SS de Hans Möller reunió a los 90 hombres que habían sobrevivido a la retirada y se organizó como un pelotón de infantería de emergencia. Algunas veces era la improvisación la que dominaba el proceso de reorganización; otras, era la naturaleza del equipo bélico que les llegaba, pues a veces se veían provistos con armas antitanques, lanzallamas o algún otro tipo de armamento.
Días antes, y sin saber de la prevista invasión en Arnhem, el comandante del II Cuerpo Panzer SS, Wilhelm Bittrich, ordenó a la 10.ª División Panzer SS Frundsberg que estableciera la retaguardia al oeste de Maastricht. En su camino, la división descubrió un tren abandonado que estaba cargado con cuarenta piezas de artillería pesada, y en Maastricht reunió varias unidades de soldados alemanes que se habían desbandado. Bittrich ordenó a la división ir hacia Arnhem, a donde llegaron con sus nuevos refuerzos humanos y materiales. La 9.ª División Panzer SS Hohenstaufen participó en actividades semejantes cerca de Nimega y se reunió con su división hermana en Arnhem. Entre las dos divisiones sumaban 6000 a 7000 hombres.
El 15 de septiembre, la Wehrmacht capturó al espía doble neerlandés Christiaan Lindemans. Este informó a los alemanes de que el 17 de septiembre tendría lugar un ataque aliado por tierra. La noticia no sorprendió a los alemanes, pues para ellos el ataque era inminente. El espía, aunque no conocía los planes aerotransportados, informó también de que un ataque con paracaidistas tendría lugar el mismo día en Eindhoven. Los alemanes no le encontraron sentido a esta afirmación, ya que Eindhoven podía ser tomada por los Aliados con una simple operación terrestre, así que descartaron el informe.

### Fuerzas aliadas

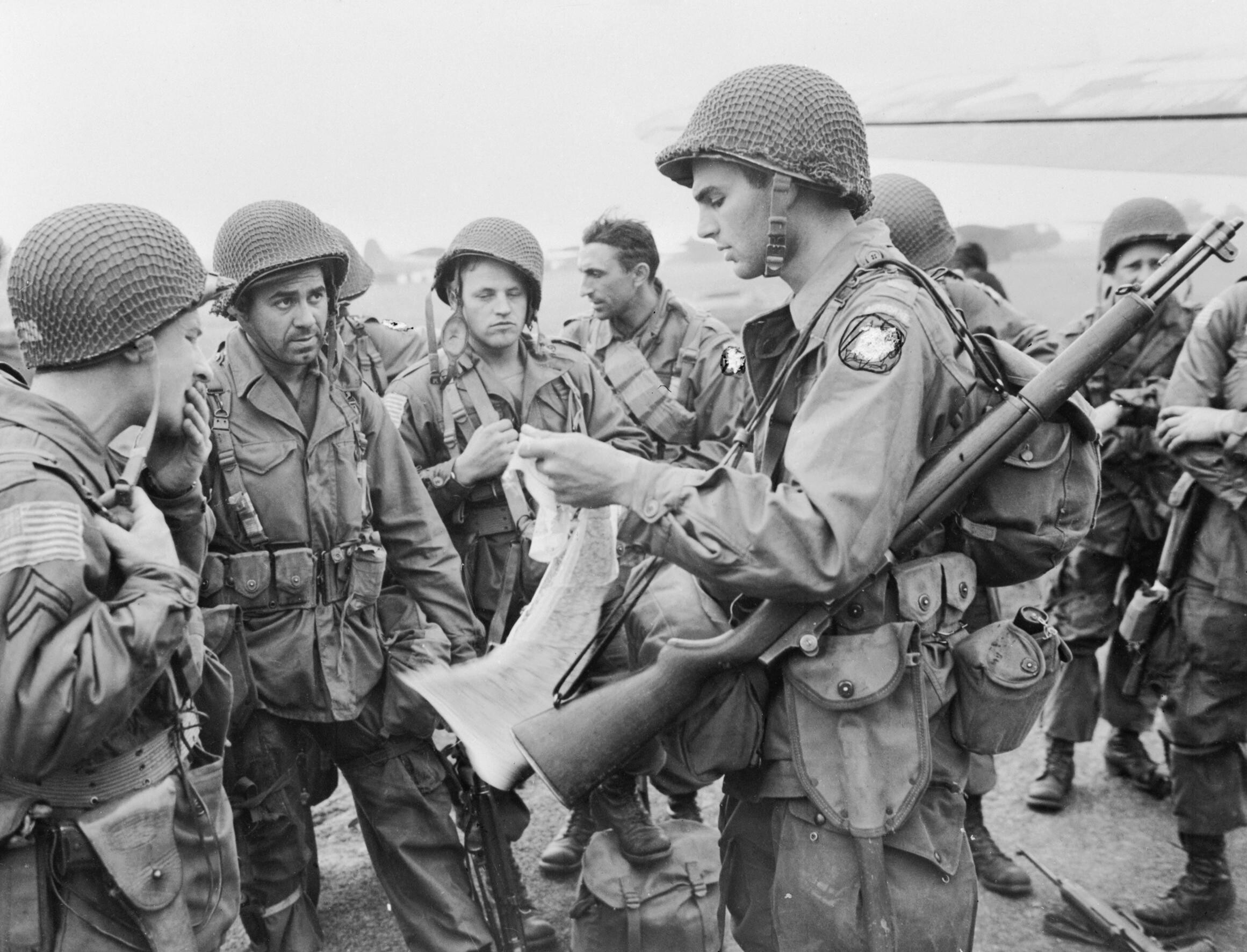
Paracaidistas aliados reciben las últimas instrucciones antes de abordar su avión, el 17 de septiembre de 1944.

El 10 de septiembre, la resistencia neerlandesa informó acerca de movimientos detectados en las fuerzas alemanas que indicaban que el Ejército alemán se estaba reagrupando tras su retirada. A través del comandante Arnoldus Wolters, marino neerlandés en el exilio en Londres y principal contacto militar con los Países Bajos, la resistencia envió a los Aliados dos informes separados comunicando la llegada de "una columna de por lo menos 50 panzer" que se dirigía hacia Arnhem. Los Aliados efectuaron vuelos de reconocimiento que mostraron tanques alemanes a 15 km de donde los paracaidistas británicos aterrizarían. Montgomery supuso, erróneamente, que dichos tanques estaban averiados y que por lo tanto no representaban un peligro.
El Ejército de los Estados Unidos tenía a su disposición 1545 transportes aéreos y 478 planeadores. Los comandantes de división pidieron efectuar la operación en dos saltos el primer día. Sin embargo, Brereton programó un solo salto cada uno de los tres días previstos para la operación, con el objetivo de preparar mantenimientos y dar descanso a las tripulaciones. Esto implicaba que la 82.ª División Aerotransportada estaría sin artillería hasta un día después del salto, la 101.ª División Aerotransportada lo estaría durante dos días y la 1.ª División Aerotransportada británica estaría sin una brigada completa durante tres días. La selección inicial de los lugares para el salto no fue la ideal: algunas zonas de aterrizaje estaban a 15 km de los puentes que debían ser capturados, o los terrenos eran demasiado pantanosos como para resistir el aterrizaje seguro de los planeadores.
Brereton revisó el plan, buscando que los suministros estuvieran a disposición de los paracaidistas en el menor tiempo posible y que los puentes fueran conquistados de forma tal que las fuerzas aliadas no se separasen innecesariamente. Los saltos fueron programados de sur a norte, para facilitar el avance del XXX Cuerpo de Ejército Británico.
Mientras que los planes de invasión de Sicilia y Normandía se habían madurado a lo largo de meses, el plan de Market-Garden tuvo que estar listo en una semana, con los previsibles errores y lagunas.

## Ejecución de la operación Market-Garden

### Primer día, el asalto (17 de septiembre)

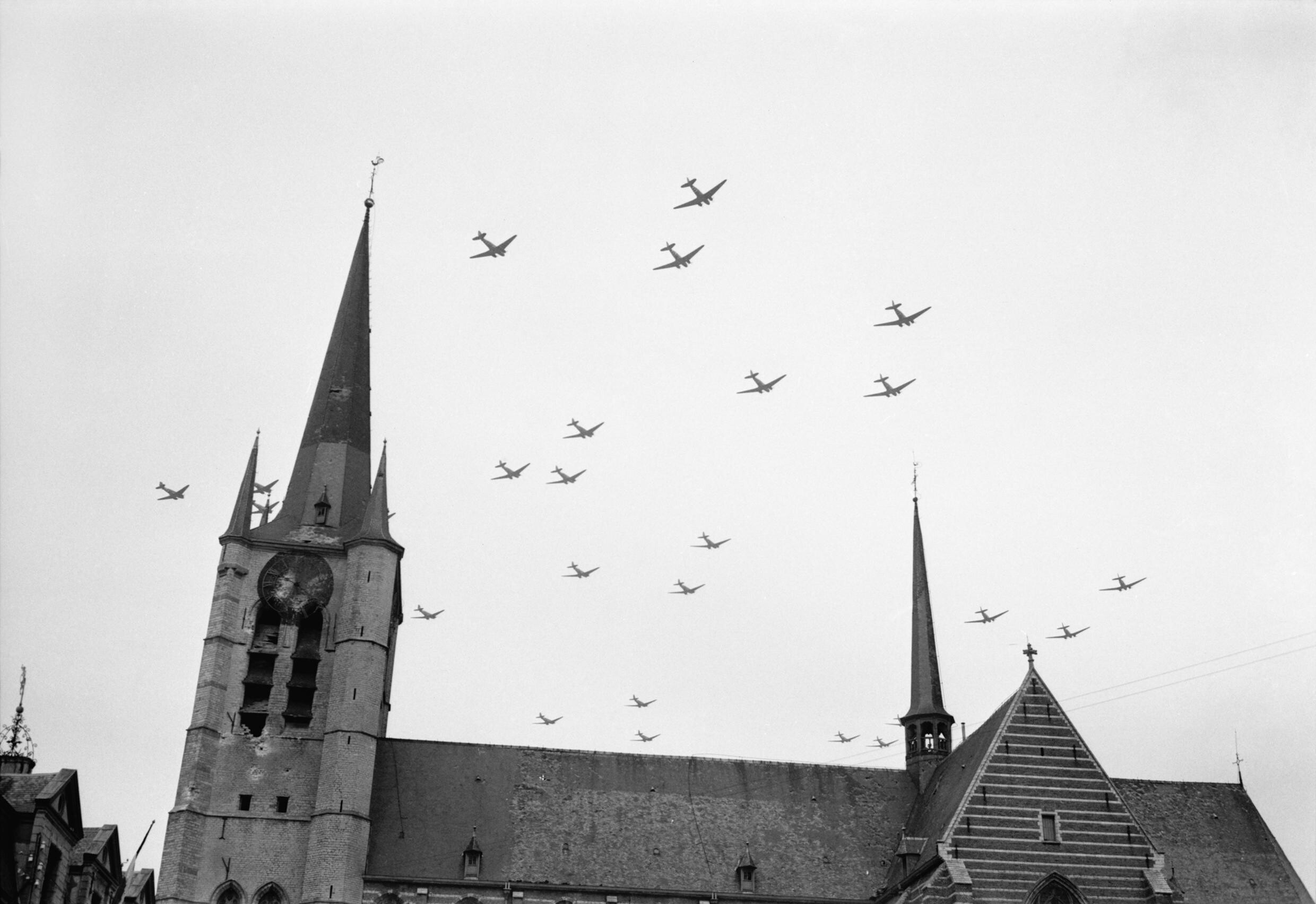
Los C-47 vuelan sobre Gheel, Bélgica, de camino a los Países Bajos.

Descenso de paracaidistas cerca de Grave.

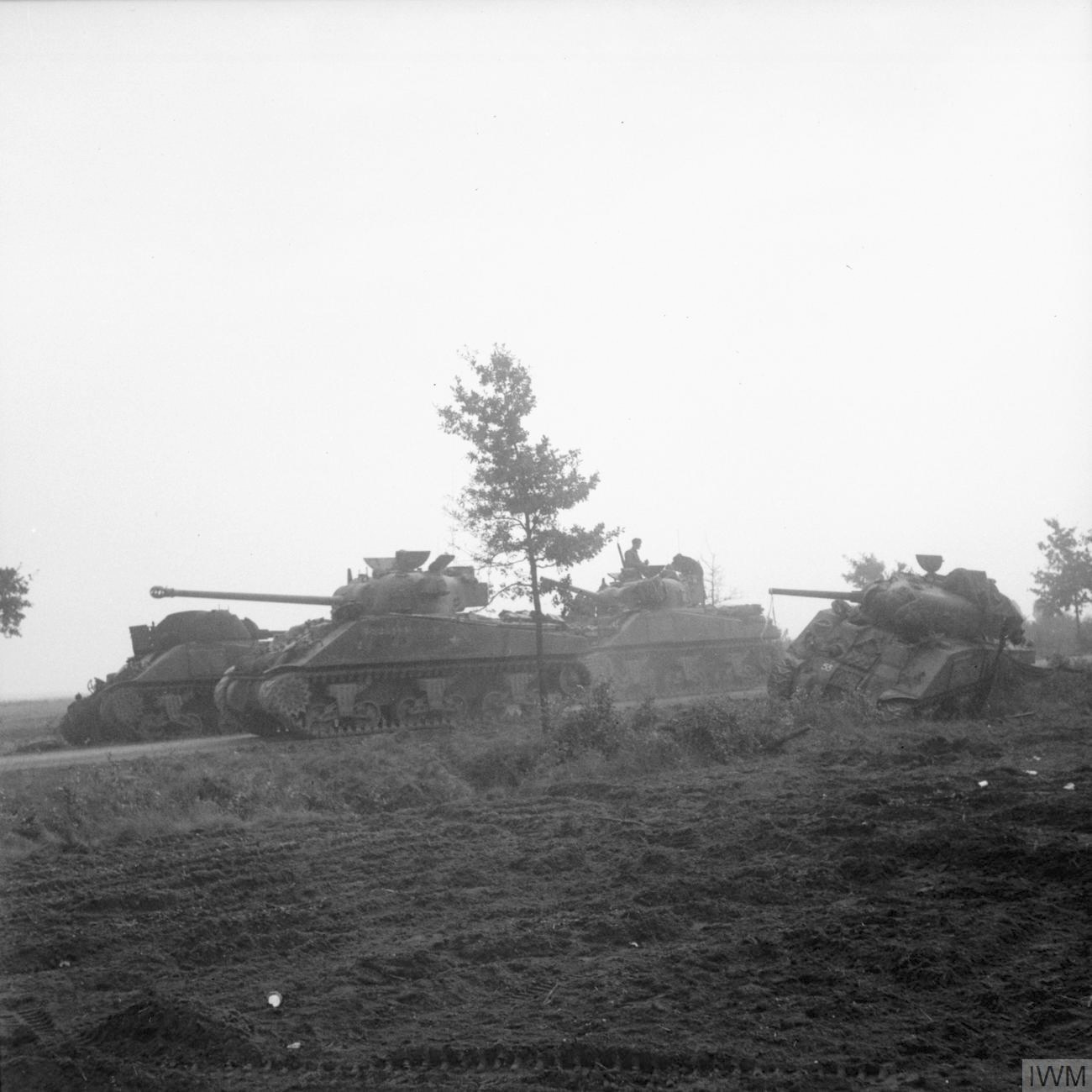
Tanques Sherman del los Guardias Irlandeses comienzan su avance por la estrecha autopista 69.

En la noche del 16 y la madrugada del 17 de septiembre de 1944, los Aliados enviaron 1400 bombarderos para diezmar las defensas antiaéreas que los alemanes tenían en las zonas donde se iba a producir el asalto horas después.
A las 9:45 de la mañana del 17, durante dos horas y cuarto, salieron de Inglaterra 1545 transportes aéreos motorizados C-47, remolcando 478 planeadores CG-Hadrian, protegidos por 1131 cazas y bombarderos Spitfire, Thunderbolt, Typhoon, Mustang y otros. La enorme flota formaba una "alfombra" de 16 km de ancho y 150 km de longitud.

#### Éxito inicial
Las primeras horas de la operación fueron un éxito para los Aliados. A pesar de algunos problemas en el despegue y el trayecto, la mayoría de las tropas llegaron a descender sin problemas. El 89 % de los paracaidistas de la 82.ª División y el 84 % de sus planeadores aterrizaron dentro de un radio de 1 km de su objetivo. Como referencia, en operaciones aerotransportadas se habían dado casos de más de 20 km de error. Las bajas causadas por el fuego antiaéreo alemán (FlaK) fueron pocas.
- En el sur, los 7000 paracaidistas de la 101.ª División no encontraron mucha resistencia, y rápidamente capturaron cuatro de los cinco puentes que se les habían asignado. Sin embargo, al aproximarse después de varios combates al puente de Son, los alemanes lo hicieron explotar. Los estadounidenses tomaron contacto con la resistencia neerlandesa y de inmediato los integraron en sus tropas.
- Más al norte, los 7277 paracaidistas y los 48 planeadores de la 82.ª División aterrizaron sin inconvenientes e hicieron contacto con la resistencia neerlandesa como estaba planeado. La división tomó el puente de Grave en cuestión de tres horas, y el puente Heumen, en un canal del Waal, en seis horas. La colina que dominaba los bosques aledaños a Groesbeek, y que era la única prominencia del terreno, fue conquistada también. El 508.° Regimiento de Paracaidistas fue enviado a ocupar el puente de Nimega, pero fue detenido por tropas alemanas del 9° Batallón Waffen SS, por lo que el puente quedó en manos alemanas el primer día.
- En el extremo norte de la operación, la 1.ª División británica, apodada Los Diablos Rojos, aterrizó sin mayores incidentes. De acuerdo con el plan, sólo la mitad de la división había hecho el primer salto. Siguiendo instrucciones, la división se separó: mientras una parte avanzaba hacia el puente de Arnhem, la otra parte se quedó en las zonas de aterrizaje durante la noche para defenderlas, pues el segundo salto tendría lugar allí mismo al día siguiente. El Escuadrón de Reconocimiento, en jeeps, fue enviado como avanzada hacia Arnhem para retener el puente mientras llegaba el resto. Sin embargo, el escuadrón no pudo avanzar mucho tras encontrar nidos de resistencia alemanes en su camino. Dos de los tres batallones de la 1.ª Brigada de Paracaidistas fueron emboscados por unidades alemanas. El 2.° Batallón, encabezado por el teniente coronel John Frost, pudo esquivar la resistencia alemana tomando una ruta hacia el sur y rodeando las rutas obvias hacia Arnhem. Frost y su batallón llegaron al extremo norte del puente de Arnhem por la tarde y establecieron posiciones defensivas. El batallón revisó el puente y desactivó las cargas explosivas que habían sido colocadas por los alemanes. Hubo dos intentos británicos por conquistar el puente en su totalidad, pero fueron infructuosos y Frost se mantuvo aislado en el extremo norte. A pesar de que Wolters se encontraba con las tropas británicas, no se contactó con la resistencia neerlandesa durante el primer día.
- A las 14:35, en cuanto se recibió el aviso de que los paracaidistas habían aterrizado y tomado posiciones, el general Horrocks dio la orden para empezar el avance por tierra. Horrocks no había querido avanzar antes para no correr el riesgo de encontrarse solo, en caso de que la operación aerotransportada hubiera sido cancelada, como había sucedido en otras operaciones anteriores. El Grupo de Guardias Irlandeses abría la marcha del contingente terrestre, al mando de Joe Vandeleur. Abrieron fuego antes de avanzar, apoyados por cazas Typhoon, para despejar el inicio del camino, antes de comenzar su carrera blindada a 13 km/h. Casi inmediatamente cruzaron la frontera de los Países Bajos y se encontraron con resistencia alemana, que destruyeron a costa de bajas y retrasos. Al anochecer, a las 17:00, estaban aún a 15 km de Eindhoven.

#### Problemas de comunicación
Casi inmediatamente, las tropas británicas en Arnhem notaron que la comunicación por radio era mala. Era previsible cierta pérdida de comunicación si las radios se usaban a más de 8 km entre ellas, y las distancias entre los diferentes grupos británicos llegaron a ser de 12 km. Pero luego se comprobó que los aparatos tampoco funcionaban dentro de su radio de alcance, pensándose entonces que los equipos eran defectuosos. Estudios recientes sugieren que el alto contenido en hierro del suelo neerlandés fue el causante de las interferencias. Las unidades de la 1.ª División Aerotransportada no pudieron comunicarse entre sí ni con los bombarderos británicos que podrían haberles apoyado contra la defensa alemana.

#### Reacción alemana
Inicialmente, el Ejército alemán estaba confundido, ya que el ataque lo había tomado por sorpresa, las dimensiones de las fuerzas aliadas eran impresionantes y no había claridad en cuanto a los objetivos de los Aliados. Había informes de combates por doquier y sin relación aparente entre sí. Para aumentar la confusión, la Real Fuerza Aérea británica había dejado caer muñecos paracaidistas en la zona cercana a Utrecht, con el propósito de desviar tropas alemanas. También había rumores de que los Aliados habían hecho otros saltos en Varsovia (Polonia), que resultaron ser falsos.
Los alemanes reaccionaron entonces improvisando sin entender cuál era el alcance del asalto aliado. Sepp Krafft, Hauptsturmführer (capitán del Waffen-SS), estaba realizando ejercicios con el 16.º Batallón de Entrenamientos y Reemplazos en un área próxima a las zonas de asalto cercanas a Arnhem. Cuando los paracaidistas aliados comenzaron a aterrizar, Krafft organizó la resistencia con las fuerzas que tenía disponibles y consiguió bloquear los dos accesos principales a Arnhem, impidiendo así la llegada a dos de los tres batallones británicos a la zona. Esta acción dio tiempo para que, entre las 20:00 y las 23:59, el SS Kampfgruppe Spindler llegara para reforzar la resistencia alemana. Spindler se apostó a la entrada de Arnhem, lo cual facilitó el repliegue de Krafft.
Al sur, en Vught, el coronel general de la Luftwaffe Kurt Student vio pasar a los Aliados por encima de su cuartel. Su primera reacción fue de admiración hacia una fuerza aerotransportada mayor que las que él había encabezado como comandante de los Fallschirmjäger (paracaidistas alemanes). Esa tarde, un planeador Waco aliado fue derribado cerca de donde estaba Student. El planeador contenía varias órdenes escritas sobre el plan Market:

…la 101.ª División Aerotransportada debe capturar los cruces de los obstáculos fluviales en Son-St. Oedenrode y Veghel. Debe también retenerlos hasta la llegada de las fuerzas terrestres británicas - la División Blindada y las 43.ª y 50.ª Divisiones de Infantería.

Este mensaje, aunque parcial, fue lo suficientemente claro para Student, quien había ejecutado operaciones similares cuatro años antes. Como las vías de comunicación habían sido cortadas, Student envió un mensajero a su superior, el mariscal de campo Walther Model.

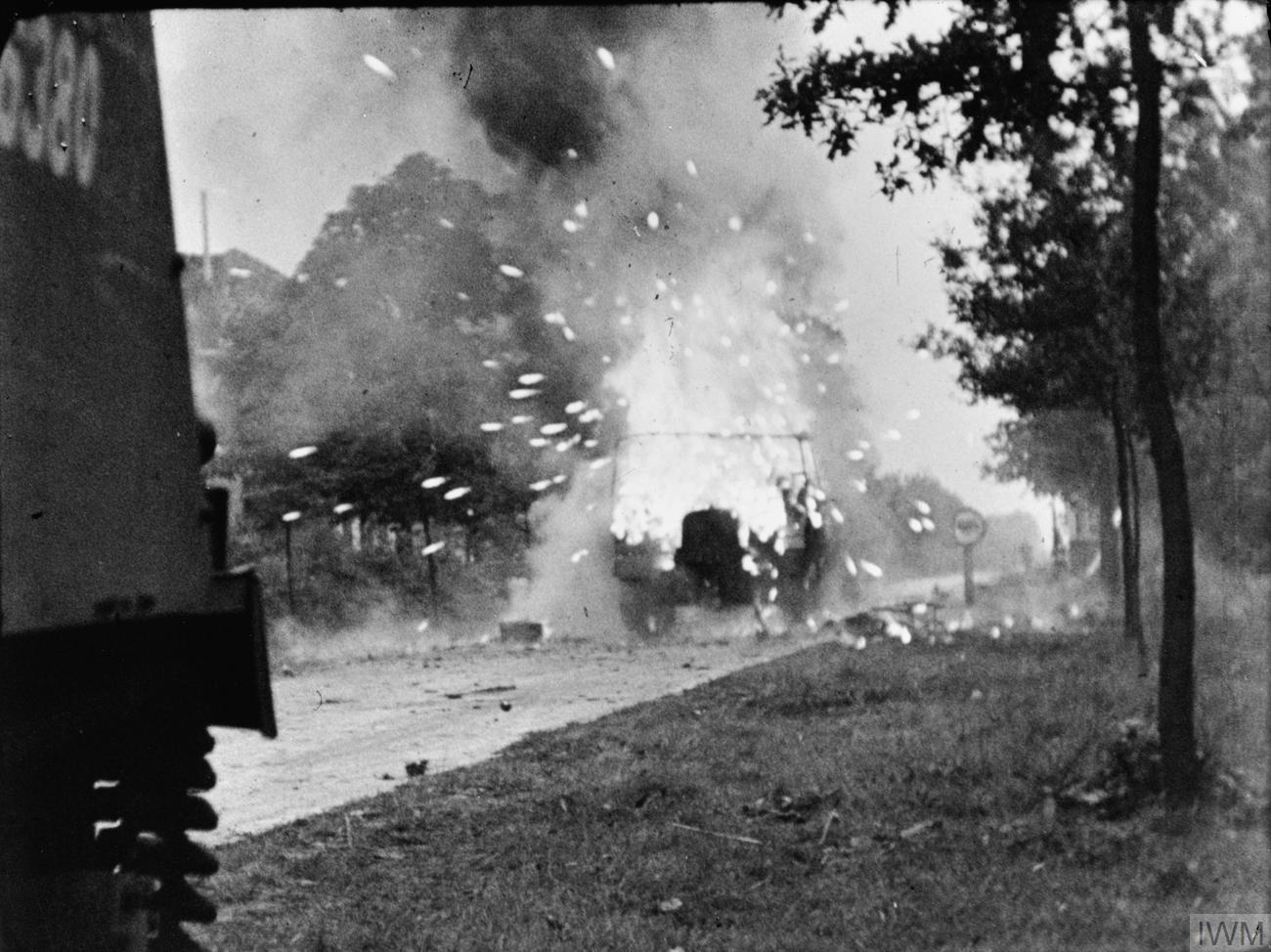
Un transporte del XXX Cuerpo es alcanzado al comenzar la marcha hacia Eindhoven.

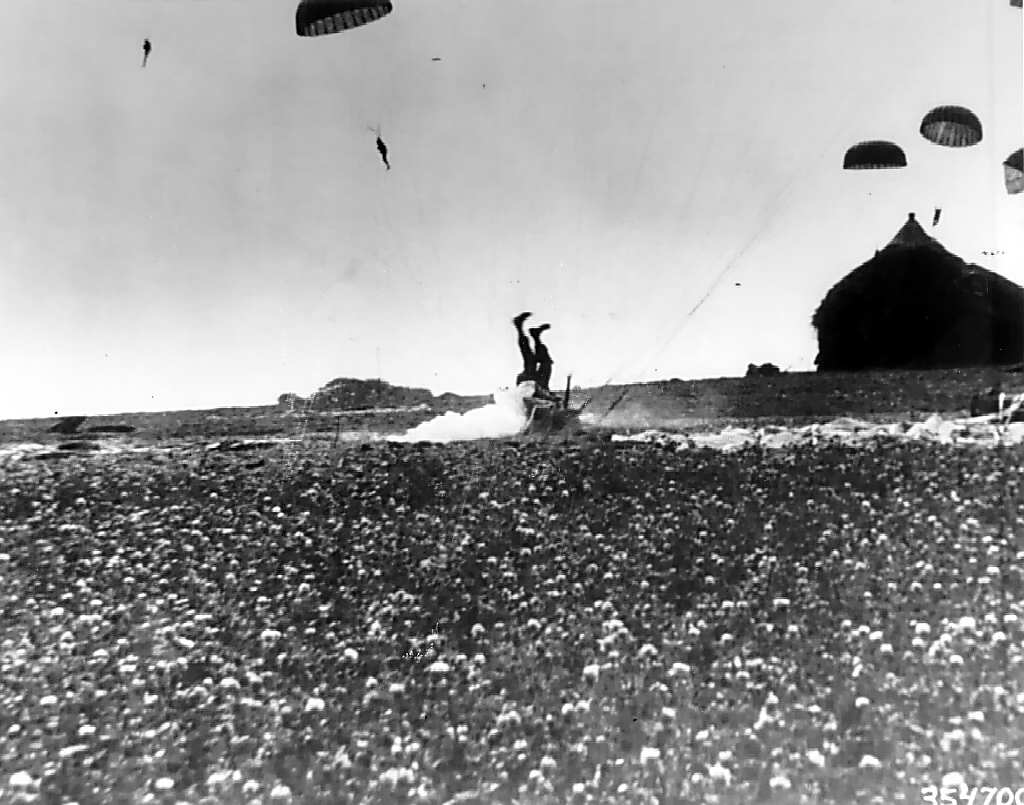
Un paracaidista estadounidense (101.ª División) tiene un mal aterrizaje.

Durante las primeras horas del asalto, Model pensó que los Aliados tenían el propósito de capturarlo a él y huyó hacia Doetinchem, haciendo varias paradas en el camino y cambiando su ruta para despistar. Estos movimientos provocaron que el mensajero de Student tardara diez horas en localizarlo. Sin embargo, el mensaje era tan preciso en su descripción de Market-Garden que Model dudó de su autenticidad y no comunicó el mensaje a sus superiores.
A las 15:00, Model y Bittrich se reunieron en el cuartel de este último en Doetinchem. Una vez en el cuartel de Bittrich, llamaron a su superior, el mariscal de campo Gerd von Rundstedt para diseñar un plan de defensa y solicitar refuerzos. Von Rundstedt había tomado el mando del Comando del Ejército Oeste un mes antes. Conocía bien a Montgomery y a Patton, y estaba convencido de que el mayor peligro para el Reich eran las fuerzas de Patton que amenazaban el Sarre. Al conocer los informes de Model y Bittrich, se sorprendió del movimiento aliado y ordenó que las unidades alemanas que esperaban a Patton en Aquisgrán se desplazaran hacia el norte para rodear la línea Sigfrido y se unieran al ejército de Model. Esta arriesgada maniobra desprotegía la línea de defensa que Von Rundstedt había preparado, además de que dichas unidades tardarían 48 horas en llegar a los Países Bajos. Sin embargo, Von Rundstedt estaba convencido de que Patton podía esperar.
Dentro de las filas alemanas, Walther Model se destacaba por su capacidad de improvisación y de tomar decisiones acertadas en tiempos de crisis. Además, tenía la reputación de tener nervios de acero. A pesar de su propia confusión inicial sobre los primeros eventos del asalto, en pocas horas diseñó, junto con Bittrich, la estrategia defensiva dividiendo la zona en tres sectores. A las 23:15, Model ordenó la organización de tres fuerzas de resistencia con las tropas que tenía disponibles:
- En Eindhoven, el Kampfgruppe Chill, la 107.ª Brigada Panzer y la 59.ª División de infantería al mando de Student.
- En Nimega, la unidad Wehrkreis VI reforzada por la 10.ª División Panzer SS, comandadas por el general Eugen Meindl.
- En Arnhem, el II Cuerpo Panzer SS, que ya había sido enviado por Bittrich, a las órdenes del teniente general Hans von Tettau. Inicialmente no se sabía que las fuerzas de Sepp Krafft ya estaban en la zona, pero éstas se unieron al grupo de Von Tettau, llamado Kampfgruppe Tettau.

### Segundo día, liberación de Eindhoven (18 de septiembre)
En la mañana del 18 de septiembre ningún comandante de Market-Garden, incluido Montgomery, sabía cuál era el estado de la operación. Las tropas tampoco tenían completa certeza de la situación de las demás unidades, por lo que cada una actuaba de manera independiente tratando de seguir los planes trazados.

#### Frente británico aerotransportado
Al amanecer, el 1.er y 3.er Batallón de paracaidistas continuaban detenidos en escaramuzas con los alemanes, quienes estaban lenta pero continuamente diezmando a los británicos. Se desconocía el paradero del general Urquhart, quien el día anterior había entrado en combate en la carretera Utrecht-Arnhem junto con la retaguardia del 3.er batallón. Los fallos en radiocomunicación impidieron que Urquhart avisara de su situación, por lo que cada batallón tuvo que seguir adelante con el plan sin saber de su general. Urquhart sintió en ese momento que comenzaba a perder el control del asalto. A lo largo de la noche, algunos soldados británicos consiguieron alcanzar el sector norte del puente de Arnhem, que estaba siendo retenido obstinadamente por el 2.° batallón de John Frost. Al amanecer, Frost calculaba que tenía 600 o 700 hombres en este sector del puente. A lo largo del día llegaron 200 más. El 1.ery 3.er batallones habían sido reducidos a la sexta parte de su fuerza original. El mismo día se hizo el segundo salto con la 4.ª Brigada de Paracaidistas completa.

#### Frente estadounidense y XXX Cuerpo de Ejército

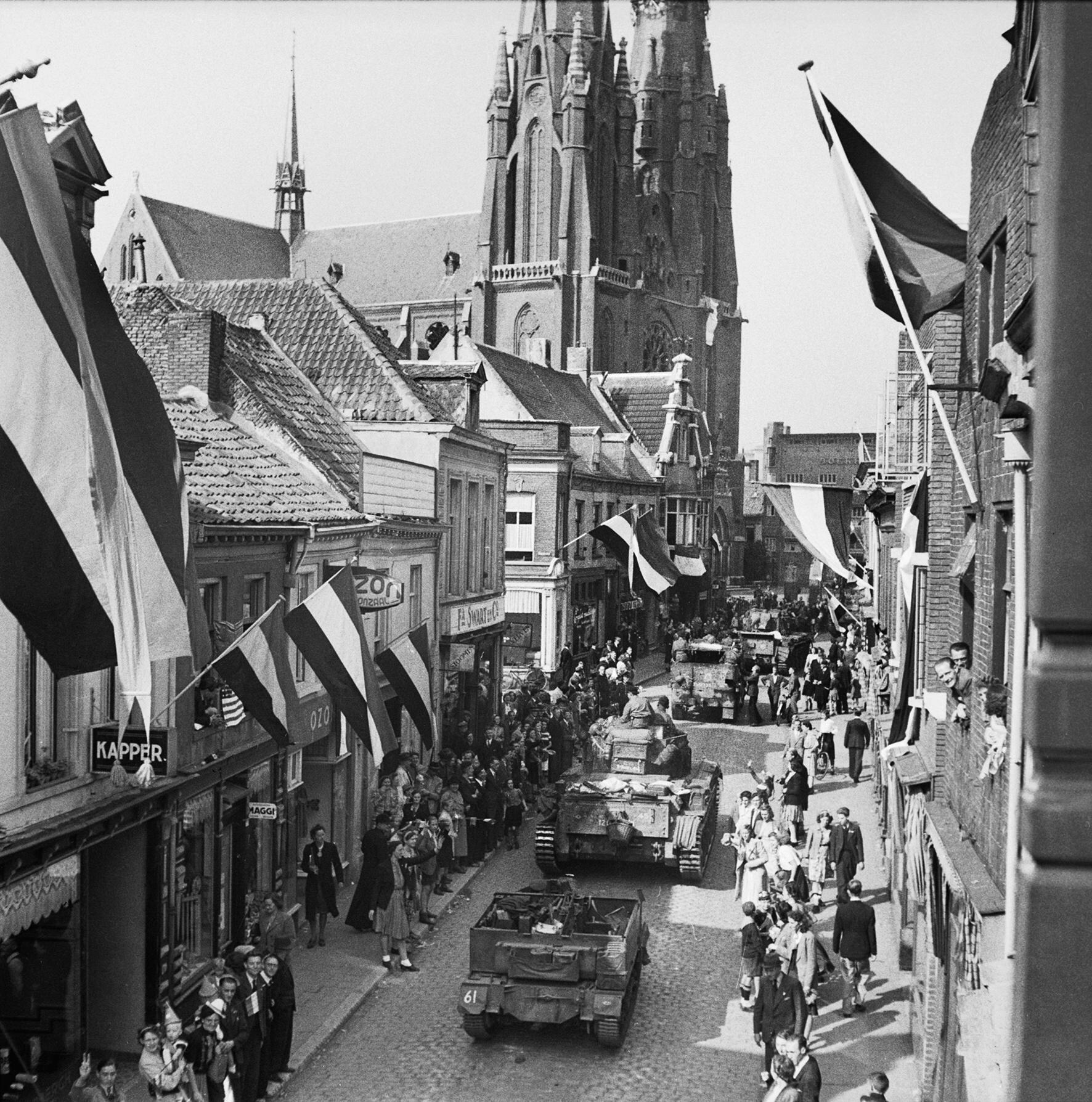
Vehículos del XXX Cuerpo atravesando Eindhoven.

- 82.ª División. Grave estaba bien defendida por los alemanes. Aunque la 82.ª División había tomado la colina cercana a Groesbeek al este de Nimega, la presión por parte del ejército alemán no disminuyó y la división se mantuvo a la defensiva en Horst, Grafwegen y Riethorst. Por la mañana, los alemanes ocuparon las zonas en las que se habían programado los aterrizajes del segundo salto para las 13:00. La 82.ª División consiguió rescatar las zonas de aterrizaje a las 14:00, capturando 16 cañones FlaK y 149 prisioneros. La segunda oleada de paracaidistas no llegó hasta las 15:30, trayendo elementos de tres batallones y recursos médicos.
- 101.ª División y XXX Cuerpo de Ejército. Después de perder el puente de Son, la 101.ª División intentó tomar un puente similar que se encontraba a unos cuantos kilómetros al norte, pero el acceso estaba bloqueado. Al ir entonces hacia el sur llegaron a Eindhoven, donde se encontraron con unidades de reconocimiento del XXX Cuerpo. A las 16:00 consiguieron avisar de que el puente de Son había sido destruido y que necesitaban instalar un puente prefabricado. El XXX Cuerpo llegó poco después a Eindhoven, donde esperó a que los Reales Ingenieros británicos colocaran el puente. En ese momento, la operación llevaba 36 horas de retraso.

### Tercer día, toma de Grave (19 de septiembre)

#### Frente británico
Antes del amanecer del martes 19, el 1.er y 3.er Batallón de la 1.ª Brigada de Paracaidistas británica intentaron tomar de nuevo el puente de Arnhem. Una vez más fueron detenidos antes de llegar y dispersados con 150 bajas. Al verse superados numéricamente, comenzaron a replegarse hacia Oosterbeek. El 2.° Batallón continuaba en posesión del acceso norte del puente, y resistió a lo largo del día los repetidos ataques alemanes. Al finalizar el día, el 2.° Batallón seguía siendo la única fuerza aliada que resistía en Arnhem.

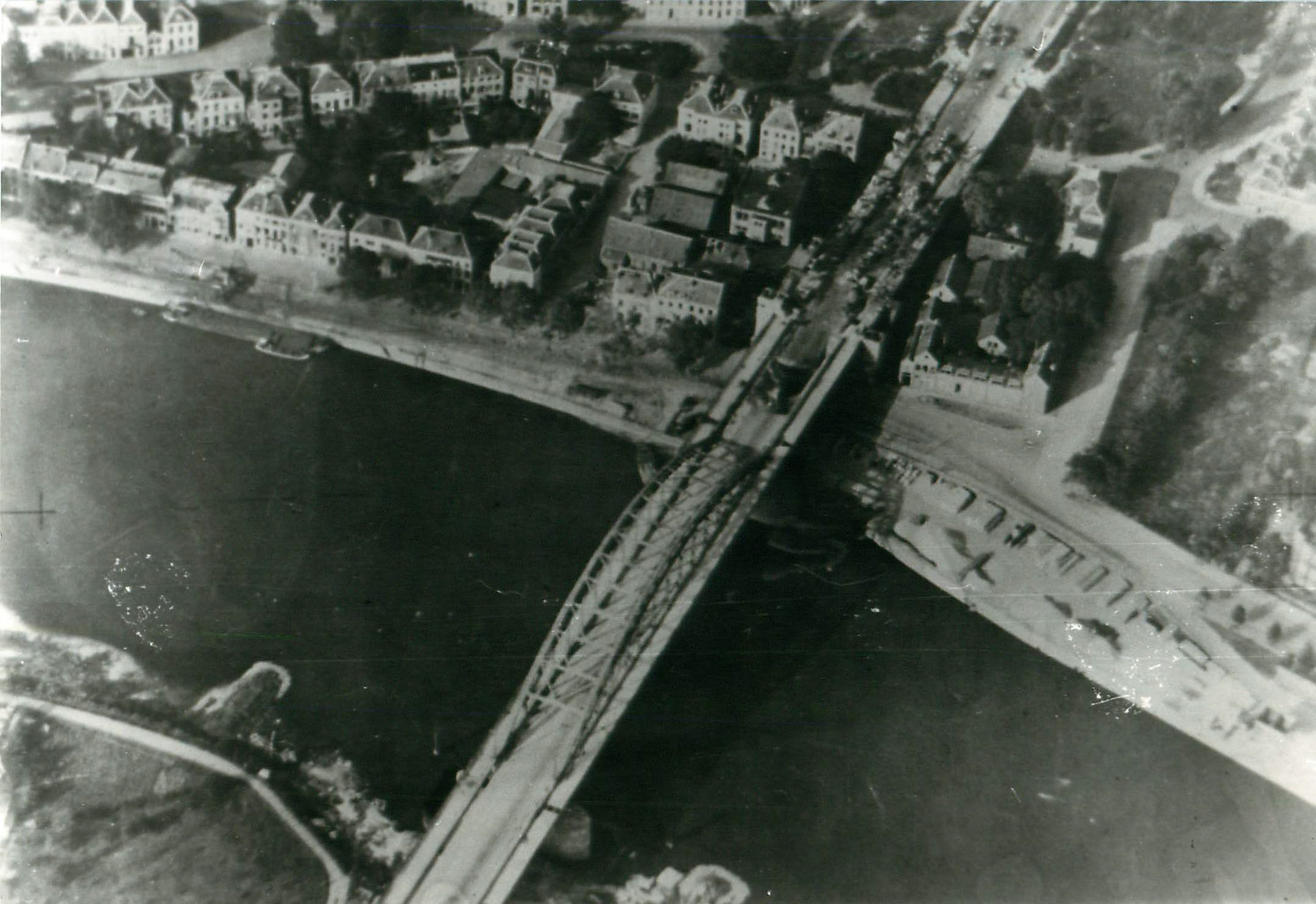
Vista aérea del puente de Arnhem; se puede ver a las tropas británicas ocupando la parte norte. 19 de septiembre.

A las 7:45, llegó a Oosterbeek el general Urquhart, de quien se presumía que había muerto o había sido capturado. Urquhart había estado incomunicado durante casi 39 horas mientras él y la retaguardia del 3.er Batallón combatían en lucha desigual en la carretera a Utrecht. En los combates se perdió el equivalente a una compañía y el general llegó a Oosterbeek conduciendo un jeep. Al llegar, el general ignoraba que sus tropas habían tenido muchas bajas y creía que aún podían ocupar el puente de Arnhem.
Al norte, la 4.ª Brigada de Paracaidistas llegada el día anterior intentó romper el frente alemán. Sin comunicaciones, y con una feroz resistencia alemana, la brigada tuvo que detener el ataque tras sufrir bajas considerables. Por haberse dispersado demasiado y estar rodeados por el enemigo, habían perdido tanto su capacidad ofensiva como sus posibilidades de auxiliar a Frost y su 2.° Batallón. Se replegaron hacia una zona defensiva en Oosterbeek, creando un bastión en la orilla norte del Rin. Se había programado que la Brigada de Paracaidistas Polacos llegase ese día, pero no pudieron despegar de Inglaterra por la densa niebla de la mañana. Sus planeadores de transporte de cañones antitanque y vehículos sí tuvieron suerte y consiguieron salir a tiempo, pero aterrizaron en medio del fuego cruzado cuando la 4.ª Brigada de Paracaidistas estaba batiéndose en retirada.
Estos acontecimientos cambiaron la inicialmente optimista opinión de Urquhart, que recordaría el martes 19 como el trágico día en que la suerte empezó a cambiar para los Aliados.

#### Frente estadounidense

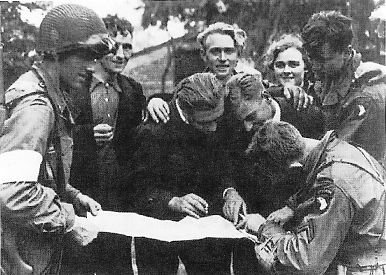
Miembros de la resistencia neerlandesa colaborando con fuerzas de la 101.ª, presumiblemente de la Compañía Easy.

- 82.ª División y XXX Cuerpo de Ejército. A las 08:20 el XXX Cuerpo había conseguido llegar hasta Grave, lo cual liberó al regimiento de paracaidistas que estaba allí apostado. Por la tarde, las primeras unidades del XXX Cuerpo alcanzaron Nimega. Intentaron tomar el puente, pero fueron rechazadas a 400 m de él, prosiguiendo la escaramuza durante la noche. El XXX Cuerpo fue reforzado con regimientos de infantería y se hizo un segundo intento que incluía cruzar el río Waal en botes para atacar simultáneamente desde los dos extremos del puente, pero los botes no llegaron ese día. Como consecuencia, por segunda vez consecutiva, el XXX Cuerpo no pudo atravesar un río, contrariamente a lo que se había planeado. Las primeras noticias que recibieron del frente británico en Arnhem no llegaron de los Aliados, sino de la propaganda alemana, que afirmaba que Urquhart estaba muerto y que la 1.° División Aerotransportada había sido aniquilada.
- 101.ª División. Estacionada en Eindhoven, parte de la división marchó al norte para tomar Best pero fueron rechazados por los alemanes, quienes a su vez pretendieron avanzar sobre Eindhoven, hasta que los tanques británicos los detuvieron esa tarde. La división pasó gran parte del día defendiendo el puente prefabricado que se había tendido.

### Cuarto día, cambios en Arnhem y Nimega (20 de septiembre)

#### Alemania recupera el puente de Arnhem

Atrincherados en la cuneta de una calle, los británicos combaten a tropas alemanas a solo 100 m de su posición.

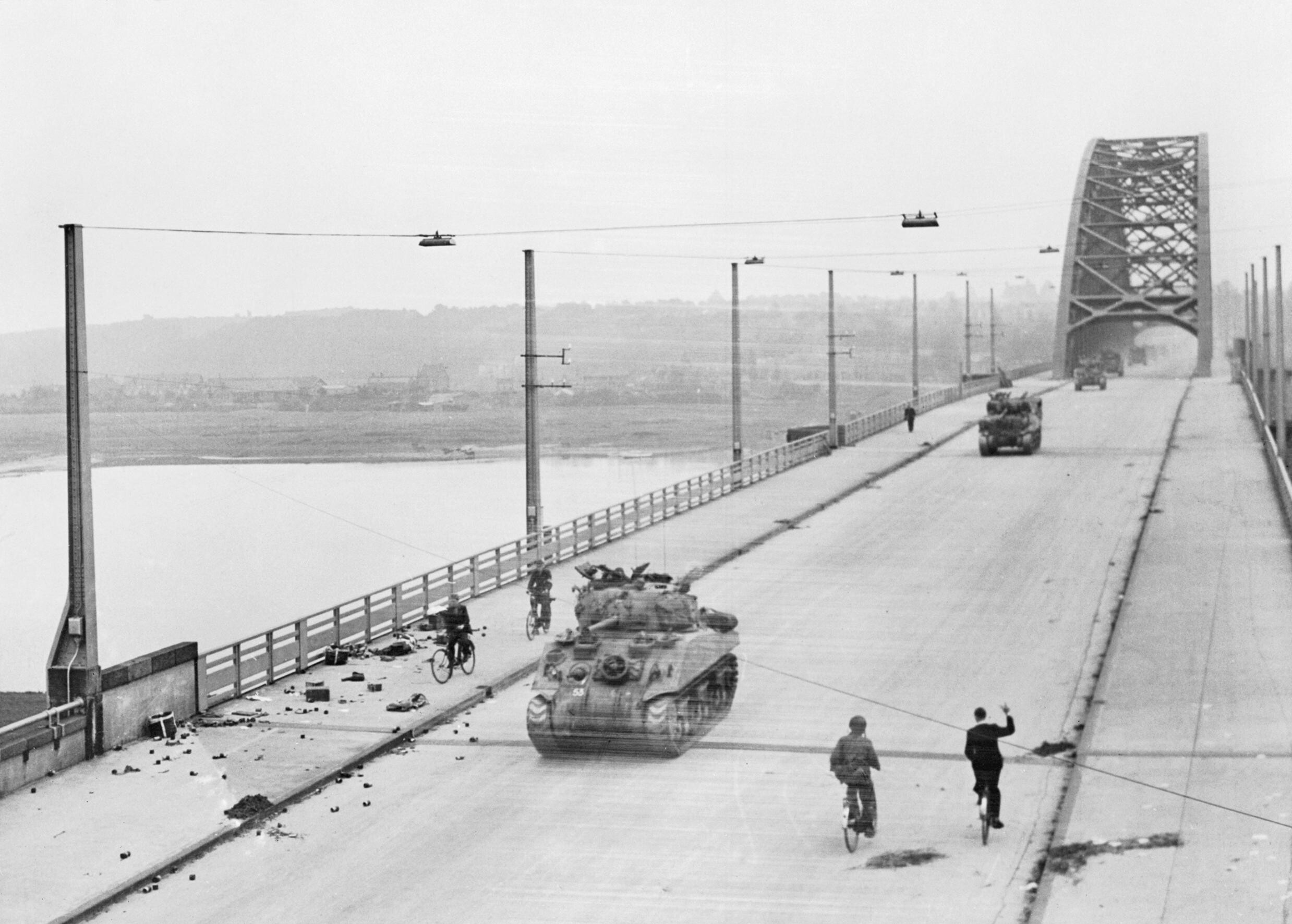
Los tanques del XXX Cuerpo cruzan el puente de Nimega, después de su captura.

El 2.° Batallón británico consiguió ponerse en comunicación con el resto de la 1.ª División a través de teléfonos públicos. Las malas noticias que recibieron fueron que la división no estaba en condiciones de rescatarlos o apoyarlos y que el XXX Cuerpo no había llegado aún. Por la tarde, la situación del batallón de Frost era crítica por el alto número de heridos y por la escasez de municiones. Los víveres y suministros médicos eran reducidos, a tal punto que el batallón negoció una tregua de dos horas para trasladar a los heridos, incluyendo a John Frost, hacia hospitales bajo control alemán, donde permanecieron como prisioneros de guerra.
Al transcurrir el día, el ejército alemán fue dominando uno por uno los focos de resistencia y recuperó el puente. Esto permitió que los alemanes se desplazaran hacia el sur para reforzar a sus unidades en Nimega. Aunque la resistencia británica continuó en zonas aisladas, en pocas horas prácticamente todas fueron controladas y los supervivientes fueron hechos prisioneros.
El plan original de Market-Garden estimaba que la 1.ª División Aerotransportada, consistente en 10 000 hombres, sería capaz de tomar el puente de Arnhem y mantenerlo bajo su control por cuatro días. En realidad, fueron necesarios alrededor de 1700 hombres para tomarlo y retenerlo, aunque por menos tiempo y frente a un enemigo más poderoso que el estimado inicialmente. La tenaz resistencia de Frost y su batallón, al final fue doblegada por la superioridad en armamento y contingente de los alemanes.

#### Oosterbeek
Al oeste de Arnhem, los soldados que quedaban de la 1.ª División se reunieron en Oosterbeek para la resistencia final. Durante el día no se recibieron ataques de consideración en el poblado, pero las fuerzas aliadas que se estaban replegando hacia allí sufrieron los ataques constantes de los alemanes y su artillería. La 4.ª Brigada tuvo numerosas bajas; por ejemplo, solamente 60 hombres del 10.° Batallón llegaron a salvo a Oosterbeek por la tarde.
El 156.° Batallón de Paracaidistas vio reducido su número a 150 soldados antes de verse atrapados con su acceso a Oosterbeek bloqueado por tropas alemanas, permaneciendo ocho horas en un rellano del bosque. En un desesperado ataque con bayonetas al anochecer, 75 hombres consiguieron traspasar la línea alemana y refugiarse en Oosterbeek. Los soldados refugiados en Oosterbeek no se enteraron de la suerte que habían corrido sus compañeros en Arnhem hasta varios días después.

#### Los Aliados toman Nimega
Los botes de lona que se habían solicitado para atravesar el río Waal llegaron finalmente por la tarde. Se ordenó apresuradamente que el ataque se hiciera de inmediato, para no perder otro día más. A las 15:00 un batallón de la 82.ª División cruzó el río en 26 botes. La travesía fue difícil porque los soldados no estaban familiarizados con el diseño de los botes británicos, y, ante la falta de algunos remos, algunos soldados utilizaron la culata de sus fusiles. La mitad de los botes consiguieron llegar a la otra orilla. Los soldados supervivientes tomaron por asalto la parte norte del puente, después de atravesar 200 m de terreno abierto bajo fuego enemigo. Las fuerzas alemanas se retiraron de ambos lados del puente, el cual fue ocupado rápidamente por tanques irlandeses y el 2.° Batallón de la división. El puente fue finalmente tomado por los Aliados después de cuatro días de combate. La costosa operación fue llamada "pequeña Omaha", en referencia a la playa de Omaha en el desembarco de Normandía.
Hacia el este, los ataques alemanes en las colinas circundantes rindieron frutos. La Wehrmacht capturó el único puente que era apropiado para el paso de tanques. En ese momento se hizo evidente que la intención alemana era tomar la autopista, partiéndola en dos secciones donde se pudiera aislar a las unidades aerotransportadas del XXX Cuerpo. Los Aliados contraatacaron en Mook, lo cual hizo que los alemanes se replegaran a las 20:00.

### Quinto día,Der Hexenkessel(21 de septiembre)

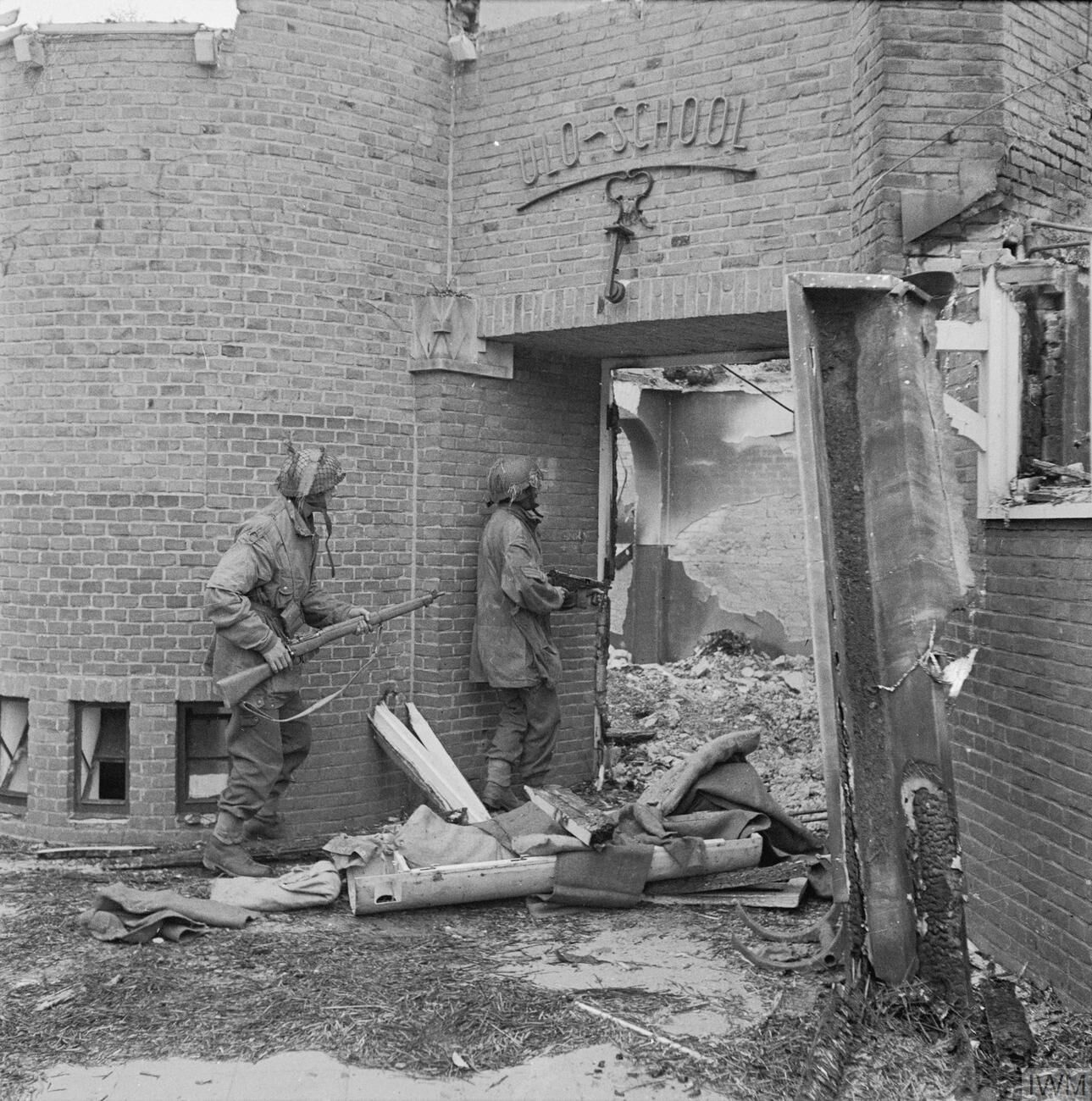
Búsqueda de francotiradores alemanes en una escuela.

Tanques británicos en la autopista 69, cerca de Nimega.

Tras la recuperación del puente de Arnhem por los alemanes, la batalla en el extremo norte del corredor se trasladó hacia Oosterbeek, a donde los británicos se habían retirado. El ejército alemán rodeó poco a poco a las tropas británicas por los flancos este, oeste y norte. Al sur, el Rin impedía el escape de los británicos. La batalla en Oosterbeek se redujo entonces a intentar someter al último reducto británico, en la zona que los alemanes llamaron el caldero de las brujas (en alemán Hexenkessel, en inglés witches' cauldron).

#### Llegada de los paracaidistas polacos
Tras un retraso de dos días por mal tiempo, los paracaidistas de la 1.ª Brigada Independiente de Paracaidistas polacos llegaron finalmente a la zona de Arnhem, aterrizando por la tarde cerca de Driel, al sur del Rin. Sus provisiones cayeron a 15 km de distancia. Los polacos planeaban usar un ferry para cruzar el río y reforzar a la 1.ª División en Oosterbeek, pero vieron que la orilla opuesta del río estaba dominada por el enemigo y que el ferry no estaba, sus amarras se habían soltado días atrás. Impotentes, los polacos se replegaron hacia Driel para pasar la noche.
Antes del salto, Sosabowski había tenido oportunidad de ver el puente de Arnhem desde el aire. Al ver que los tanques sobre el puente avanzaban de norte a sur, dedujo que el puente estaba en manos alemanas, al contrario de lo que Lewis Brereton le había dicho esa mañana. Viendo que los británicos habían fracasado en la toma del puente, y a juzgar por el intenso fuego antiaéreo que los recibió al saltar, Sosabowski se convenció de que él y sus tropas estaban saltando hacia un sacrificio seguro.

#### Nimega
Al mediodía, los tanques del XXX Cuerpo de Ejército reanudaron su marcha hacia Arnhem, tras reorganizarse por la confusión causada por la batalla del día anterior. La mitad de la división irlandesa había sido destacada para apoyar a la 82.ª División Aerotransportada. La mitad restante necesitaba combustible y estaba exhausta por el combate. Como la División irlandesa era la punta de la avanzada del XXX Cuerpo, el resto de las unidades tuvo que aguardar detrás de ellos, ya que no había rutas alternativas.
Esta demora fue un respiro para el ejército alemán, que consiguió acumular sus defensas al sur de Arnhem, facilitado por su posesión del puente. Cuando los irlandeses estaban a la vista, una fuerte defensa alemana detuvo por completo el avance del XXX Cuerpo. La 43.ª División fue enviada a la vanguardia con órdenes de continuar el ataque y unirse en Driel a los polacos, con quienes se había logrado establecer contacto por radio. Sin embargo, se encontraban a más de 30 km detrás de la Guardia Irlandesa, con todo el resto del XXX Cuerpo bloqueando el paso en un monumental atasco de tráfico. No fue hasta el día siguiente cuando la 43.ª División consiguió cruzar el río Waal e iniciar su avance. A las 15:00, una flota de 400 aviones aliados C-47 dejó caer provisiones, las cuales fueron recuperadas en un 60 %, en parte gracias a la ayuda de civiles neerlandeses.

### Sexto día, el viernes negro (22 de septiembre)

#### Contacto entre polacos y el XXX Cuerpo

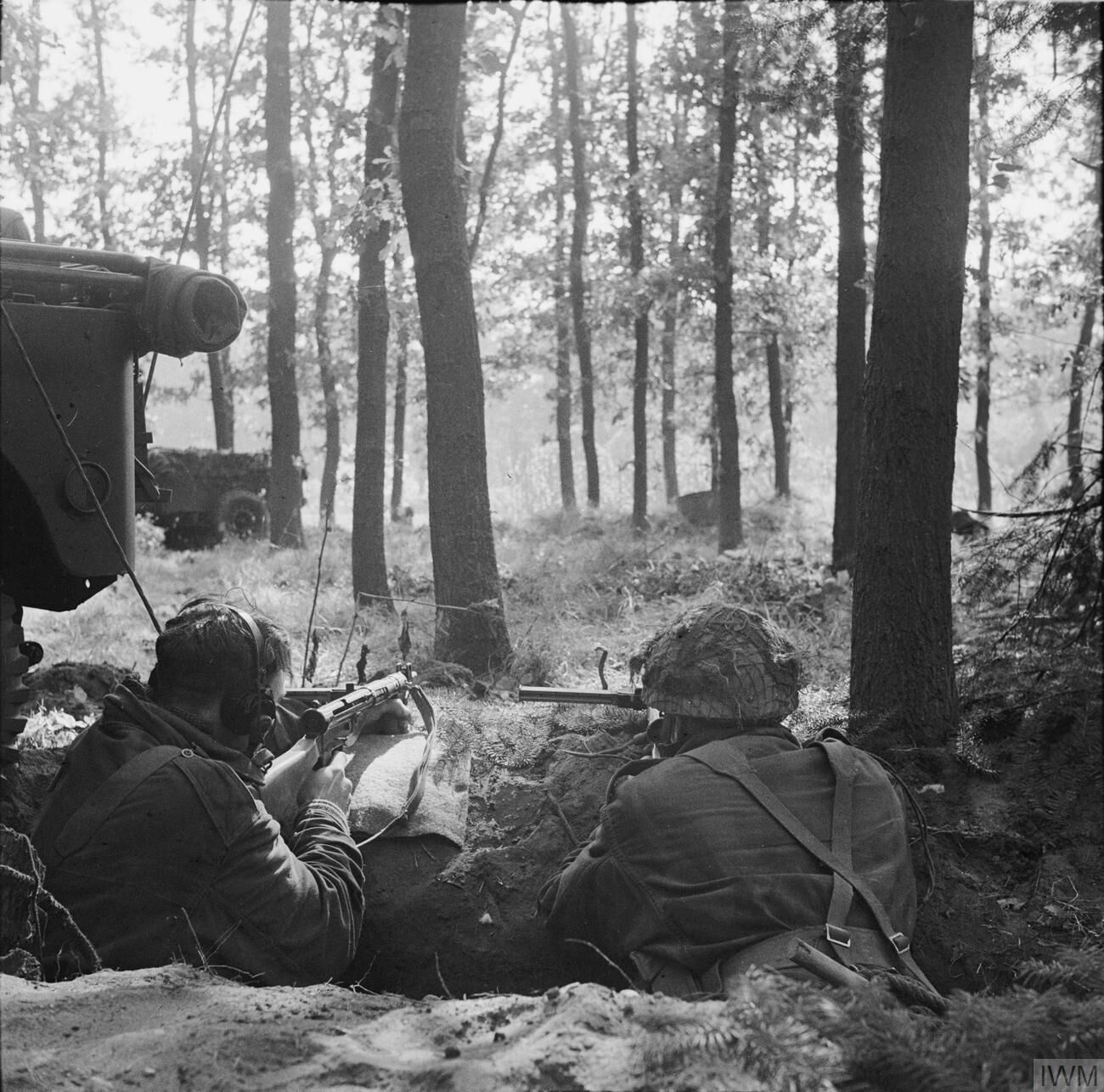
Paracaidistas británicos en las posiciones en la orilla norte del Rin en Arnhem.

El ejército alemán comenzó a utilizar morteros contra las posiciones aliadas mientras sus tropas descansaban de los duros e infructuosos combates de los días anteriores. Los alemanes trajeron a Oosterbeek 110 piezas de artillería para mantener a los Aliados ocupados protegiéndose de los proyectiles y limitaron sus ataques directos a posiciones específicas, o incluso a casas individuales.
Las tropas polacas no podían cruzar el Rin para apoyar a sus aliados, pero su presencia ayudó a retirar parte de las tropas alemanas que rodeaban a la división británica. Bittrich estaba convencido de que los polacos habían llegado a Arnhem con el propósito de atacar la retaguardia alemana y evitar que la división alemana que se dirigía a Nimega pudiera cruzar el puente de Arnhem. De ese modo, Bittrich desvió hacia Driel a cerca de 2400 soldados que estaban en Oosterbeek. Los soldados entraron en combate con las tropas polacas.
Por la mañana, una unidad de reconocimiento del XXX Cuerpo salió de Nimega en medio de la niebla y se dirigió a Driel, donde se sabía que estaban las tropas polacas. No fue posible que otras unidades del XXX Cuerpo los siguieran, ya que la niebla se levantó, exponiendo cualquier salida al fuego enemigo. La unidad de reconocimiento llegó a Driel al anochecer. Entre las dos unidades trataron de cruzar el río esa noche, sin éxito. La estrategia usada consistía en servirse de balsas improvisadas unidas por cables, pero los cables se rompían frustrando cada intento. En la madrugada, el cruce se intentó nuevamente utilizando dos vehículos anfibios, los cuales quedaron atascados en la orilla del río. A las 3:00, cuando sólo 52 hombres habían conseguido atravesar, se cancelaron todos los intentos.

#### Ataques alemanes al corredor aliado
Horrocks notaba que la crisis estaba creciendo a velocidad cada vez mayor. Este día, al que después llamaría viernes negro (o Black Friday), las tropas de Market-Garden recibieron una comunicación de la RAF, avisando de que todos los vuelos programados para reaprovisionar a las tropas habían sido anulados por mal tiempo en Inglaterra y en los Países Bajos. También había sido cancelado el apoyo de cazas que necesitaban urgentemente. Aunque gran parte del corredor de la autopista del infierno seguía en manos aliadas, las contraofensivas alemanas se hacían cada vez más frecuentes a lo largo de toda la autopista. 
Algunas unidades alemanas se concentraron entre Veghel y Grave. Este punto había sido escogido personalmente por Walther Model porque contenía cuatro puentes relativamente cercanos entre sí. La resistencia neerlandesa descubrió a las fuerzas alemanas antes de que atacaran en Veghel y avisaron a la 101.ª División Aerotransportada. Los estadounidenses consiguieron resistir al ataque durante cuatro horas, pero al final el ejército alemán logró cortar a la columna aliada en Uden. El resultado fue crítico para la batalla que estaba siendo librada en Arnhem, ya que Horrocks tuvo que mandar tanques de regreso a Veghel para recuperar la autopista del infierno.

### Séptimo día, división del XXX Cuerpo (23 de septiembre)
Los repetidos intentos de los polacos por cruzar el río motivaron que las tropas alemanas dedicaran el día a tratar de despejar a los británicos que se encontraban en la orilla norte del Rin. Los británicos resistieron los repetidos ataques, sufriendo numerosas bajas e infligiendo igual cantidad al ejército alemán. Los alemanes también atacaron a las tropas polacas que estaban al otro lado, pero el ataque fue de corta duración por la llegada de varios tanques del XXX Cuerpo de Ejército que reforzaron a los polacos. Ciento cincuenta polacos más consiguieron llegar al otro lado del río, gracias a botes canadienses recién llegados.
Al sur, los alemanes tuvieron que dejar el tramo de autopista que habían conquistado en Uden el día anterior, ya que habían vuelto los refuerzos del XXX Cuerpo. Al final del día, el XXX Cuerpo se encontró fragmentado en tres unidades: las fuerzas que pretendían continuar avanzando por la autopista del infierno hacia el norte, pero que estaban detenidas por el ejército alemán justo 20 km antes de Arnhem; las tropas que fueron desviadas hacia Driel para intentar respaldar a Urquhart y Sosabowski; y las fuerzas que debieron volver hacia el sur para recuperar los tramos de autopista conquistados por Model.

### Octavo día, el último intento (24 de septiembre)
Por la mañana, 60 tanques pesados alemanes Tiger llegaron a manos de Model, listos para entrar en combate. Al sur de Veghel hubo un nuevo intento alemán por tomar la autopista. El intento tuvo éxito y las tropas se prepararon para resistir toda la noche. Los Aliados no tenían claro si este ataque representaba una amenaza seria, pero de cualquier modo se decidió montar un nuevo frente en Nimega.
En Arnhem se hizo un nuevo intento para reforzar a la 1.ª División con soldados que atravesaran el Rin. Dos Compañías del 4.° Batallón del Regimiento de Dorsetshire, apodados Dorsets, lograron cruzar el río, pero llegaron a la otra orilla justo entre dos posiciones alemanas. De los 315 soldados que atravesaron el río, solamente 75 consiguieron llegar a Oosterbeek y el resto fue capturado. Urquhart se encontraba en una posición desesperada, pues ahora sus tropas eran superadas en proporción de cuatro a uno. Con las escasas provisiones y armamentos que tenían, los Diablos Rojos creían que era sólo cuestión de tiempo que los alemanes ocuparan el Caldero por completo.
Horrocks se había resistido a pensar en ordenar la retirada, pues creía que después de tanto trabajo para llevar al XXX Cuerpo tan cerca de Arnhem, lo cual parecía casi imposible, sólo se necesitaba un golpe final para conquistar el norte del Rin. Sin embargo, ante el nuevo fracaso por cruzar el río, accedió a la propuesta del general Browning para acordar un plan de retirada.

### Noveno día, retirada final (25 de septiembre)

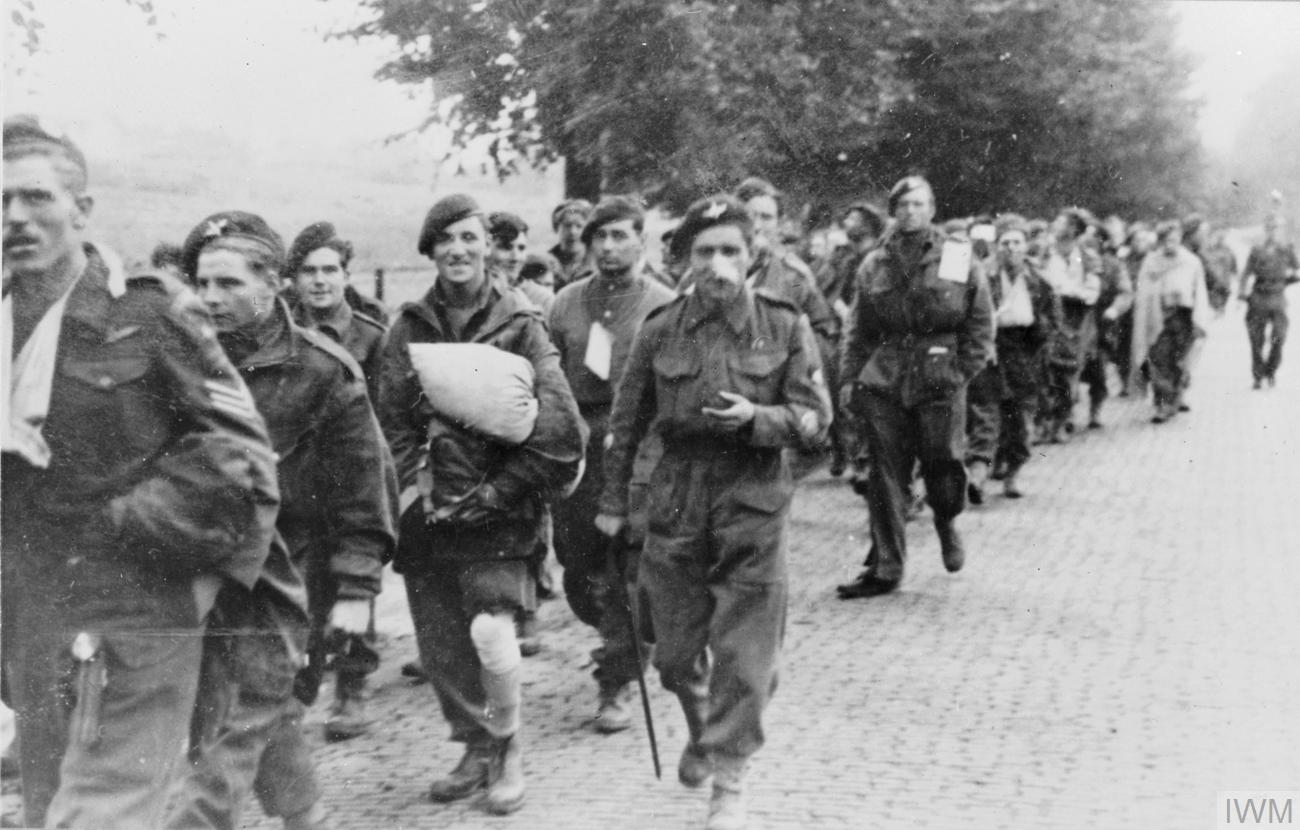
Prisioneros británicos escoltados en Arnhem. Se estima que el número de prisioneros superó los 6400.

Urquhart y su 1.ª División Aerotransportada recibieron la orden de retirada a las 6:05. Sin embargo, la división tuvo que esperar a que cayera la noche para intentar cruzar el Rin de norte a sur. Durante el día, los alemanes formaron dos Grupos de Combate Waffen SS que atacaron a los británicos desde el oriente. El ataque comenzó con éxito y puso en peligro a la última defensa de la división, pero finalmente fue repelido por los británicos. La división inició la retirada a las 22:00. Consiguieron desalojar a 2398 soldados que atravesaron a la orilla sur del río, entre ellos Urquhart y Arnoldus Wolters. Cuando amaneció al día siguiente, aún quedaban 300 hombres en el lado norte. El fuego alemán impidió que cruzaran el río, por lo que tuvieron que rendirse. La 1.ª División Aerotransportada había saltado con más de 10 000 hombres. De éstos, 1485 murieron, y 6414 fueron capturados. Entre los prisioneros había alrededor de 2000 soldados heridos.
Los Aliados recibieron a los supervivientes de la 1.ª División Aerotransportada en Nimega y retuvieron la posición (que sería llamada el Saliente de Nimega) hasta noviembre de 1944, cuando la entregaron al I Ejército de Canadá. El ejército canadiense conservó la posición sin cambios hasta febrero del año siguiente, cuando se ejecutó la operación Veritable, que liberó Arnhem de la ocupación alemana el 13 de abril.

## Resultado de la operación
Los objetivos de la operación Market-Garden no fueron cumplidos. Los Aliados fracasaron en retener una cabeza de puente sobre el Rin; no lograron rodear la Línea Sigfrido, ni estaban en condiciones de intentar un avance por el río Ruhr. Nimega, Oosterbeek y Arnhem fueron devastadas, y los ejércitos de ambos bandos quedaron exhaustos y diezmados. Market-Garden es considerada una victoria táctica de Alemania y la mayor catástrofe que las fuerzas estadounidenses y británicas habían recibido. Optimista, Montgomery consideró que, de cualquier modo, la operación fue exitosa en un 90%, ya que se habían cumplido todos sus objetivos excepto conquistar el puente de Arnhem y ahora el frente aliado contaba con una cabeza de puente en Nimega. El historiador estadounidense John Warren, considerando que el resto no valía nada sin Arnhem, dijo que los Aliados habían logrado "un corredor de 80 km que no lleva a ningún lado".

### Análisis posteriores

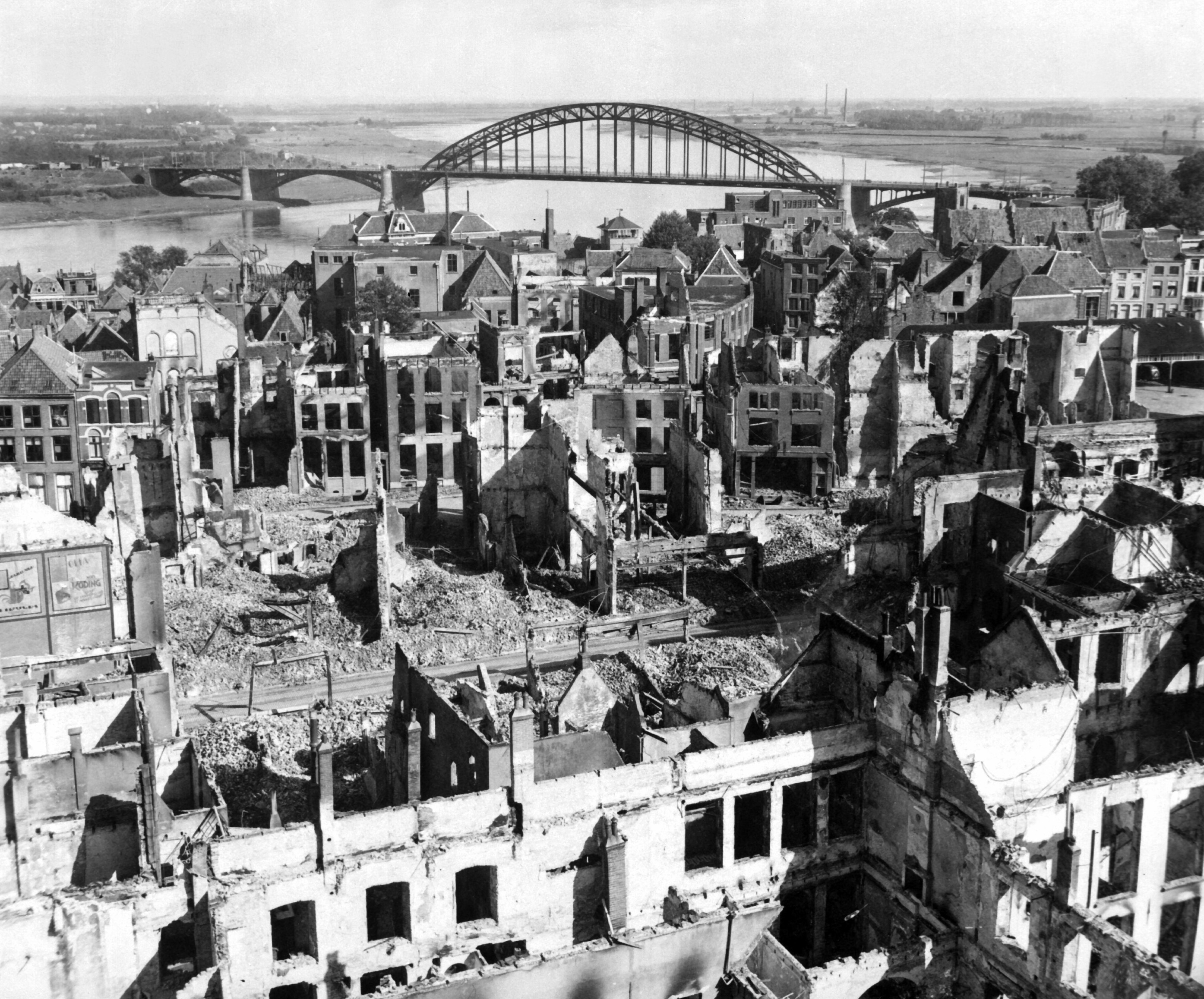
Aspecto de Nimega el 28 de septiembre. La ciudad fue destruida durante la batalla por el puente, aunque ya había sido bombardeada anteriormente por la aviación estadounidense el 22 de febrero del mismo año.

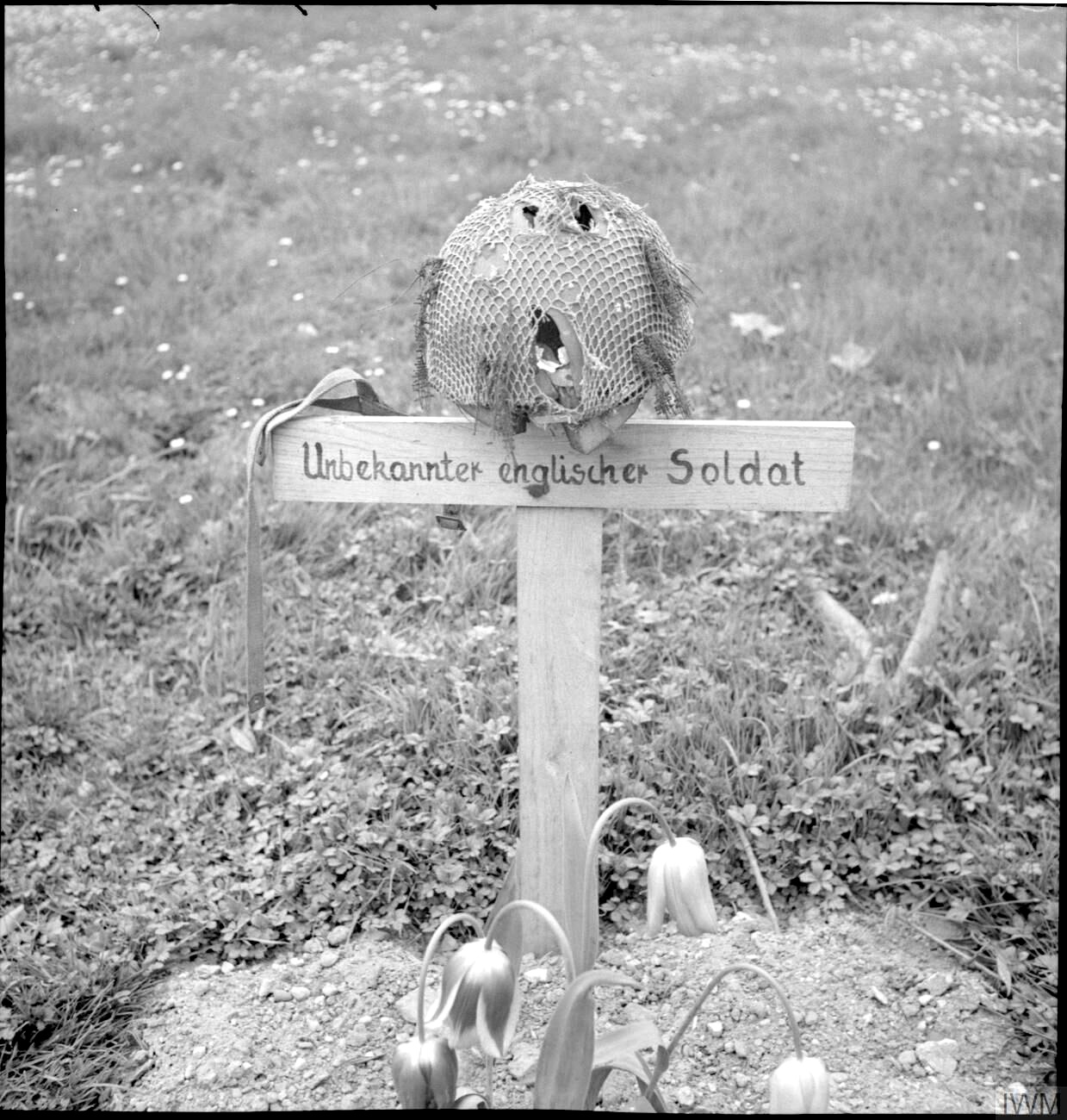
Tumba de un soldado británico desconocido. Fue enterrado - cristiana y piadosamente - por soldados alemanes.

Desde 1944, la operación Market-Garden ha sido analizada por numerosos historiadores y militares, que, en su mayoría, atribuyen el fracaso aliado a la acumulación de errores y las malas decisiones de los comandantes, combinados con la mala fortuna. Algunos han reconocido también la alta capacidad del Ejército alemán para rehacerse en medio de una crisis, formando eficientes grupos de combate a partir de unidades dispersas y mal equipadas. Se han explorado las alternativas que no fueron tomadas en cada etapa y algunas de las conclusiones a que se ha llegado son:
- Plan excesivamente optimista. Prácticamente, el plan de Market-Garden no daba margen de maniobra en caso de que algo saliera mal, por lo que el mínimo desvío llevó a los Aliados a situaciones extremas.
- Mala elección de los lugares de salto. En el caso de la 1.ª División Aerotransportada británica, la lejanía entre el lugar de salto y el puente de Arnhem eliminó el factor sorpresa y facilitó que las fuerzas de Krafft se interpusieran en su avance. Después de un cambio de último momento ordenado por Brereton, los paracaidistas polacos aterrizaron en medio de dos divisiones Panzer y lejos de los Diablos Rojos, a los que debían reforzar. Adicionalmente, los alemanes descifraron los códigos que designaban algunas zonas de envío de suministros y sin querer los Aliados entregaron 390 t de víveres, municiones, armas y artículos médicos a los alemanes.[25]
- Lento avance del XXX Cuerpo. En ocasiones, las fuerzas terrestres se vieron impedidas para avanzar con la velocidad deseada, como al atravesar Eindhoven en cuatro horas, por la cantidad de gente que salía a recibirlos en las calles; o cuando los alemanes volaron el puente de Son y el avance se vio detenido hasta que se construyó un puente Bailey para cruzar. En otras ocasiones, el XXX Cuerpo decidió que se harían paradas tácticas, para pasar la noche o para reabastacerse de combustible. La mayor barrera a la que el XXX Cuerpo se enfrentó fue la batalla por el puente de Nimega. Según el plan, para cuando se consiguió capturar el puente, el XXX Cuerpo ya debería haber llegado a Arnhem.
- Falta de confianza en la red clandestina neerlandesa. Los británicos dudaban de la fiabilidad de la información que proporcionaba la resistencia neerlandesa y su red clandestina de Inteligencia. El coronel alemán Hermann Giskes había infiltrado la red en 1942, consiguiendo frustrar las acciones de Inteligencia en los Países Bajos durante los siguientes veinte meses. La infiltración fue descubierta en noviembre de 1943 y la red neerlandesa fue limpiada y renovada. Sin embargo, esto no fue suficiente para ganar de nuevo la confianza británica. En septiembre de 1944, la resistencia neerlandesa tenía datos sobre los movimientos alemanes en Arnhem. Estos informes fueron transmitidos a los británicos por Henri Knap, Arnoldus Wolters y hasta el príncipe Bernardo de los Países Bajos, y sin embargo fueron descartados. Esta desconfianza impidió asimismo que los Diablos Rojos entraran en contacto inmediatamente con la resistencia en Arnhem, la cual les habría dado apoyo con hombres, provisiones e información.
- Tipo de combate. El retraso del XXX Cuerpo obligó a las divisiones de paracaidistas a resistir más de la cuenta y trabar combates casa por casa en Nimega, Arnhem y Oosterbeek. Este tipo de combate es propio de unidades de infantería y los paracaidistas no estaban entrenados para ello.
- Fragmentación del XXX Cuerpo. Muchos historiadores se concentran en lo que salió mal en Arnhem y Oosterbeek. Sin embargo, olvidan que el XXX Cuerpo fue detenido por los alemanes justo al norte de Nimega, lo cual cambió el destino de los Diablos Rojos.[26]
- Reorganización del ejército alemán. Las maltrechas e incompletas fuerzas alemanas se reorganizaron en grupos de combate con una formidable rapidez. Tras la sorpresa inicial, los alemanes lograron reunir a las tropas de diez a once batallones en Arnhem para la noche del 17 de septiembre. En Nimega sólo había dos batallones el primer día, pero en 24 horas las fuerzas habían crecido a trece batallones, más nueve en Best y Son, y continuaron creciendo conforme iban llegando más refuerzos a la zona. La premura en formar las fuerzas de resistencia provocó que muchas de las tropas de refuerzo estuvieran formadas por adolescentes de 15 a 17 años de edad con poco entrenamiento. Se calcula que solamente el 10% de las tropas alemanas podía considerarse veterana en combate.[27] Para esta reorganización fueron necesarias una alta capacidad de improvisación y una gran flexibilidad, apoyadas por la dirección estratégica de Walther Model.
- Tanques alemanes cerca de Arnhem. Además de los informes neerlandeses sobre la actividad alemana en el área de Arnhem y Oosterbeek, los británicos tenían fotografías de reconocimiento que confirmaban los informes. No obstante, decidieron ignorarlas alegando que se trataba de vehículos averiados.
- Mal tiempo. Solamente el primer día se gozó de un clima propicio para la aviación. El resto de la operación, el mal tiempo en Inglaterra y los Países Bajos impidió que los siguientes saltos se efectuaran como estaba planeado, además de que las tropas aliadas carecieron de los cazas de apoyo necesarios.
- Escaso apoyo aéreo. A pesar del enorme poderío aéreo aliado, el mando aliado no prestó la debida atención al logro de la superioridad aérea sobre la zona de combate, empleándose la aviación aliada en misiones secundarias. Esto permitió a la Luftwaffe frenar las operaciones paracaidistas y de suministros aéreos.
- Poca flexibilidad del mando británico. El mando de las unidades británicas mostró poca iniciativa y lentitud en la toma de decisiones.

### Bajas
Ambos bandos sufrieron un considerable número de bajas, llegando a ser más del 90% de algunas unidades, como en el caso del Waffen SS Kampfgruppe Gropp que perdió el 91% de sus efectivos. Las cifras oficiales de las bajas son meramente una aproximación. En el caso alemán, algunas unidades fueron reforzadas durante el combate con reclutas sin experiencia, incluyendo a trabajadores de la Luftwaffe o ferroviarios que no habían sido entrenados para luchar. También esto dificultaba el recuento de los soldados que habían tomado las armas y, por lo tanto, dificultó la estimación de las bajas. Además del recuento oficial, se han hecho varias estimaciones basadas en investigaciones de diarios personales, entrevistas, recuento de tumbas y revisión de informes. En cualquier caso, se sabe que los Aliados sufrieron más bajas que en el desembarco de Normandía, con el Reino Unido llevando la peor parte.
| Bajas, números estimados | Muertos                              | Heridos | Desaparecidos | Prisioneros | Total        |
| Alemania                 | 2,000                                | 6,000   | indefinido    |             | 8,000-13,000 |
| Reino Unido              | 1130 (Market) + 5354 (Garden) = 6484 |         | 851           | 6450        | 13 785       |
| Estados Unidos           | 3974                                 |         |               |             | 3974         |
| Polonia                  | 102                                  | 309     |               |             | 411          |

Adicionalmente, la resistencia y los civiles de los Países Bajos sufrieron cerca de quinientas bajas en Arnhem y Oosterbeek, aunque se cree que el número de bajas, entre muertos y desaparecidos, pudo haber llegado a 10 000 por el invierno de hambre y privaciones que siguió a la operación.

## Comentarios retrospectivos sobre la operación Market-Garden
Desde mi parcial punto de vista, creo que, si la Operación hubiera sido respaldada adecuadamente desde su concepción y provista con las aeronaves, fuerzas terrestres y recursos administrativos necesarios, habría tenido éxito, a pesar de mis errores, del clima adverso o de la presencia del II Cuerpo Panzer de las Waffen SS en Arnhem. No me arrepiento de haber abogado por el plan de Market Garden
Bernard L. Montgomery, Memorias, pág. 267

Nunca más podrá mi país darse el lujo de sufrir otro de los éxitos de Montgomery
Príncipe Bernardo de los Países Bajos, entrevista a C. Ryan

## Principales protagonistas
| Aliados                                                                      |  |  |                                                                              |  |  |                                                                         |  |  |                                                                                |  |
| Dwight Eisenhower, Comandante Supremo de las Fuerzas Aliadas; Estados Unidos |  |  | Bernard Montgomery Mariscal de Campo Reino Unido                             |  |  | Lewis H. Brereton Teniente General de la USAAF Estados Unidos           |  |  | Frederick Browning Teniente General de la RAF Reino Unido                      |  |
| Brian Horrocks Teniente General Cuerpo XXX Reino Unido                       |  |  | Roy Urquhart Mayor General 1.ª División Aerotransportada Reino Unido         |  |  | Stanislaw Sosabowski Mayor General 1.ª Brigada de Paracaidistas Polonia |  |  | Maxwell Taylor Mayor General 101.ª División Aerotransportada Estados Unidos    |  |
| James M. Gavin Mayor General 82.ª División Aerotransportada Estados Unidos   |  |  | John Dutton Frost Teniente coronel 2.º Batallón de Paracaidistas Reino Unido |  |  |                                                                         |  |  |                                                                                |  |
| Alemania                                                                     |  |  |                                                                              |  |  |                                                                         |  |  |                                                                                |  |
| Gerd von Rundstedt Mariscal de Campo Comandante en Jefe Occidental           |  |  | Walther Model Mariscal de campo                                              |  |  | Wilhelm Bittrich Teniente General (SS-Obergruppenführer)                |  |  | Kurt Student Coronel General de la Luftwaffe Comandante de los Fallschirmjäger |  |

Se listan los rangos militares que tenían en septiembre de 1944.

## Legado
Cerca de Arnhem fue erigido un monumento dedicado a la población neerlandesa que sufrió las batallas de la Operación Market Garden. La placa dice:

A la gente de Gelderland; hace cincuenta años, tropas aerotransportadas británicas y polacas lucharon contra abrumadoras circunstancias para abrir el camino hacia Alemania y anticipar el fin de la guerra. Trajimos muerte y destrucción, por las cuales ustedes nunca nos han culpado. Este monumento señala nuestra admiración por su gran valentía, y recuerda especialmente a las mujeres que atendieron a nuestros heridos. En el largo invierno que siguió, ustedes y sus familias corrieron riesgo de muerte por esconder a soldados aliados que esperaban ser llevados a lugar seguro por la Resistencia.

En Estados Unidos, la operación es recordada en el cuartel de la 82.ª División Aerotransportada, en Fort Bragg (Carolina del Norte). En el campo de entrenamiento cada uno de los puntos de salto con paracaídas lleva el nombre de algún campo usado durante la Segunda Guerra Mundial. Los puntos Holland, Nijmegen y Netherlands conmemoran la operación Market-Garden.
La operación Market-Garden y la batalla de Arnhem han sido reflejadas en numerosas obras literarias, así como en obras de cine y televisión. La crónica más famosa de la operación está en la obra Un puente lejano, del irlandés Cornelius Ryan, autor de tres reseñas militares de la guerra en Europa. Esta obra fue llevada al cine en 1977 por Richard Attenborough. La película, con el mismo nombre, es la más famosa sobre Market-Garden; en su reparto están, entre otros, Sean Connery, Anthony Hopkins, Robert Redford, Michael Caine, Gene Hackman, Liv Ullmann y Laurence Olivier. Sin embargo, la primera película sobre la batalla de Arnhem fue la inglesa Theirs is the Glory (1946) de Brian Desmond Hurst. La operación ha aparecido varias veces en televisión, notoriamente en la producción neerlandeasArnhem, het verhaal van een ontsnapping de 1976, escrita por Graeme M. Warrack, un médico militar británico que participó en la operación; y en el Capítulo 4 de la serie Band of Brothers (2001), de HBO, que cuenta la experiencia del primer día de la operación desde el punto de vista de la Compañía Easy de la 101.ª División Aerotransportada.

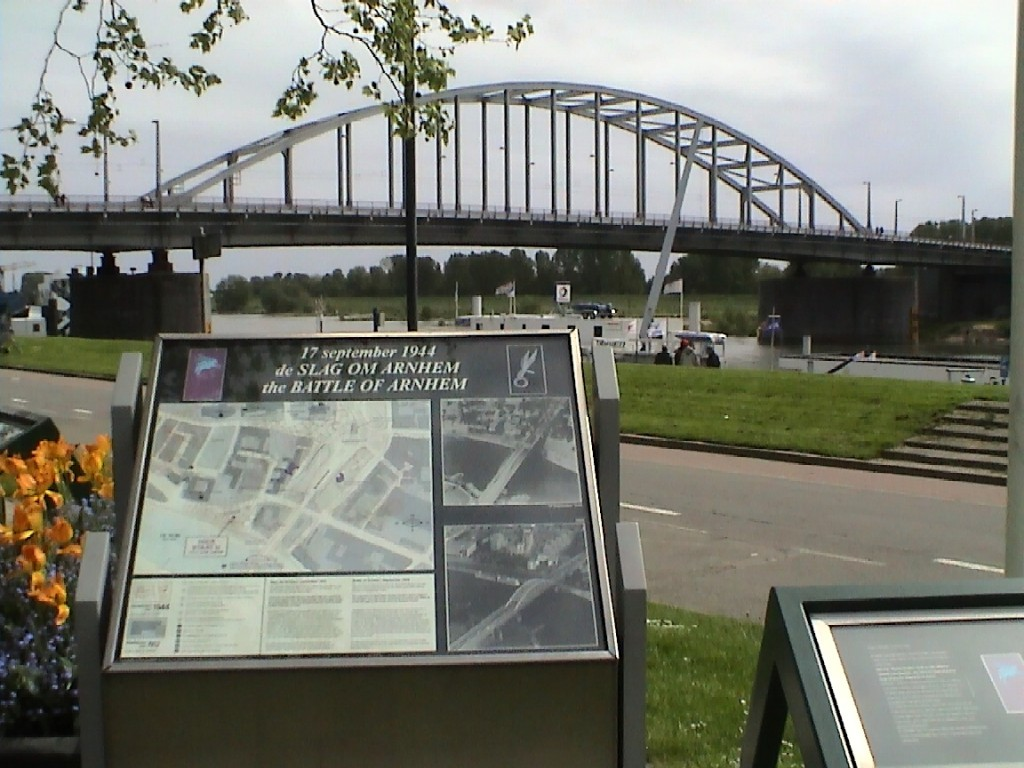
Placa en el monumento del Puente de Arnhem, llamado hoy Puente John Frost.
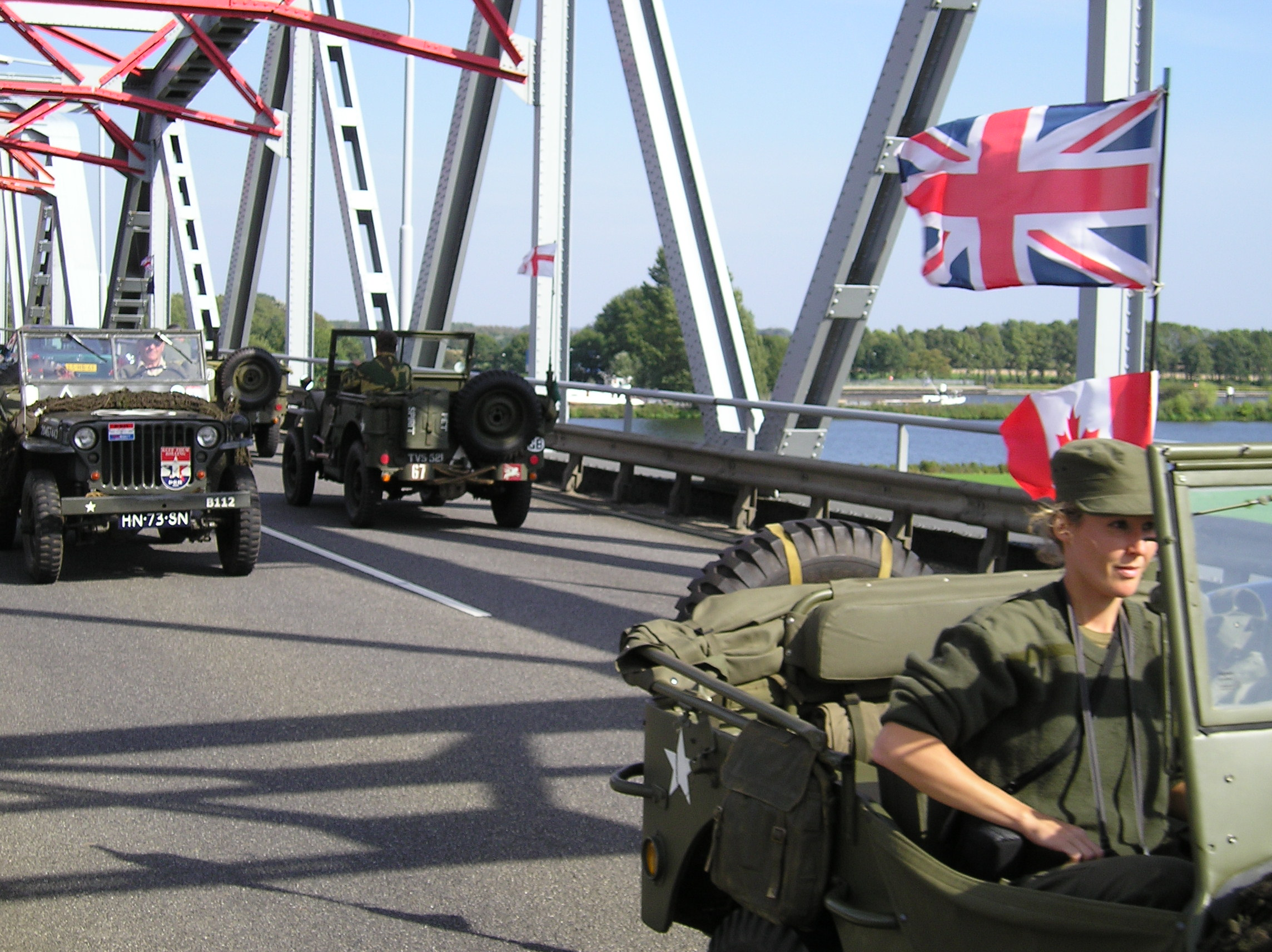
Conmemoración en el puente de Grave.
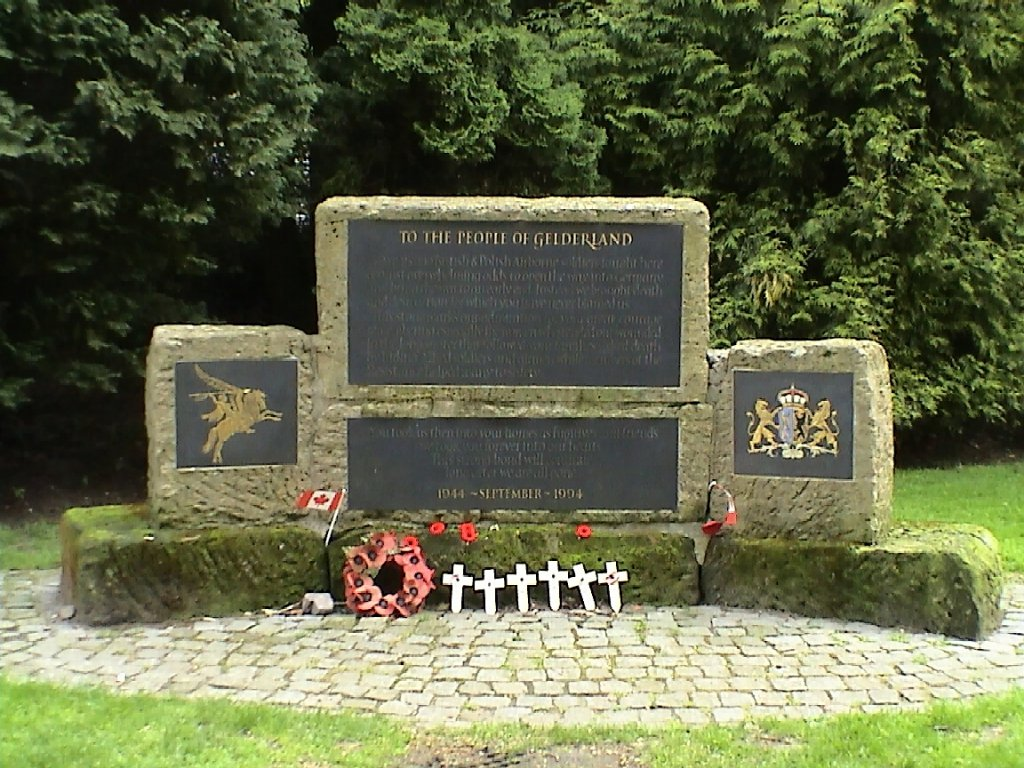
Monumento a la 1ª División Aerotransportada Británica, en Oosterbeek.
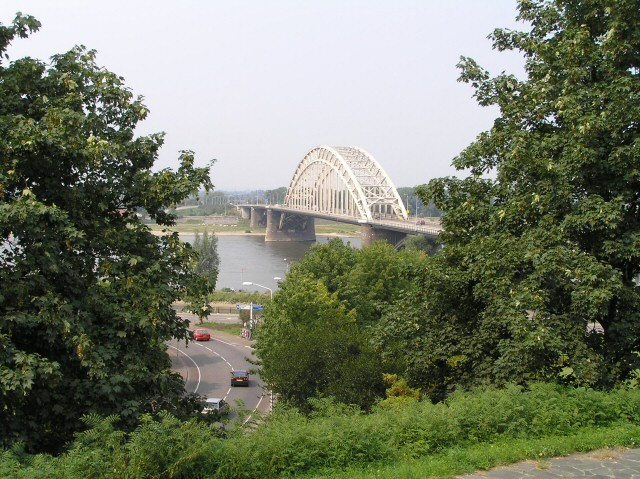
El puente sobre el Waal, en Nimega, llamado hoy Puente James Gavin.